# Cordillera del Pamir
El Pamir, nudo del Pamir o Pamires —o incluso poco acertadamente cordillera del Pamir—, es un macizo de alta montaña del Asia Central centrado en la provincia de Alto Badajshán, en el este de Tayikistán, que se extiende por Afganistán, la China, Kirguistán y Pakistán. Nudo orográfico situado en la unión de varios sistemas —los montes Tian, al norte, la cordillera del Kunlun, al este, los Karakoram, al sur, y el Hindu Kush, al suroeste—, tiene tres cumbres principales de más de 7000 m —como el pico Ismail Samani, generalmente considerado como su punto culminante a 7495 m—, que lo convierten en el quinto sistema montañoso de más altitud del mundo, y una de los únicos seis que superan los sietemil metros. Junto al Tíbet, era conocido en el siglo XIX como el «techo del mundo» (Roof of the World), en una traducción aproximada del término persa. Es conocido también por su nombre en chino, Congling.
Pamir se aplica también a cierto tipo de valle glaciar más fértil que las montañas y las mesetas que lo rodean. Estos últimos están generalmente sujetos a condiciones climáticas extremas, con escasas precipitaciones y diferencias significativas de temperatura, en particular en la mitad oriental desértica del macizo. Sin embargo, el Pamir es una de las regiones que tiene más glaciares fuera de las regiones polares, incluido el glaciar Fedchenko de 77 km de longitud. Esto le permite ser recorrido por una gran cantidad de ríos que pertenecen a las cuencas del Amu Daria, en el oeste, y a la del Tarim, en el este, y tener cientos de lagos. Si bien la pobreza de la flora caracteriza a la ecorregión única de desierto y tundra alpina del Pamir, la fauna es muy diversa, sobresaliendo el argali de Marco Polo, una especie endémica y amenazada de extinción.
El macizo ha sido frecuentado por el hombre desde hace varios milenios de años. El lapislázuli encontrado en las tumbas egipcias se considera que provenía de la región del Pamir. Hacia 138 a. C. Zhang Qian ascendió por el valle de Ferganá, al noroeste de los Pamires. Claudio Ptolomeo ya describió vagamente la ruta comercial en esta área. Aproximadamente en el año 600, peregrinos budistas viajaban a ambos lados de los Pamires para alcanzar la India desde China. En el año 747, un ejército de la dinastía Tang estuvo en el río Wakhan. Se encuentran en el macizo itinerarios secundarios de la ruta de la seda desde la Antigüedad. Sin embargo, solo los tayikos desde el siglo II y los kirguises, a partir del siglo XVI, se establecieron allí. Marco Polo, en el siglo XIII, fue el primer europeo en mencionar su travesía del Pamir. Pocos siguieron sus pasos hasta mediados del siglo XIX —se recuerda en 1602, a Bento de Goes, que viajaba desde Kabul a Yarkand y que dejó un informe sobre el macizo del Pamir— cuando fue explorado; en 1838 el teniente John Wood llegó a la cabecera del río Pamir. Desde aproximadamente 1868 hasta 1880, un número de hindúes del servicio secreto británico exploraron el área Panj. y la región fue el corazón de un conflicto geopolítico, El Gran Juego, entre el Imperio ruso, en el norte, y la India británica, en el sur. El macizo cayó en el olvido occidental en el siglo XX. En el siglo XXI, está poblado por diferentes poblaciones que se han adaptado a las montañas: los tayikos, al oeste y sur, y los kirguises, al norte y al este. Estos últimos llevan una vida seminómada, llevando a sus animales a pastar en los pocos pamires fértiles. Han perpetuado una cultura rica en muchas tradiciones particulares.
El Pamir sigue siendo una de las regiones más aisladas del mundo. Las infraestructuras están muy poco desarrolladas y la población sigue dependiendo de la ayuda externa. El turismo, enfocado principalmente al montañismo, al senderismo y al ecoturismo, está desarrollándose, a pesar de la existencia de muchas áreas protegidas, incluido el parque nacional Pamir, que es el mayor del Asia Central.
Cubiertos por la nieve la mayor parte del año, y batidos por abundantes granizadas, los Pamires gozan de un clima alpino de inviernos largos y muy fríos y veranos cortos y frescos. La precipitación anual, con un promedio de 130 mm, solo logra mantener praderas y muy pocos árboles.

## Toponimia

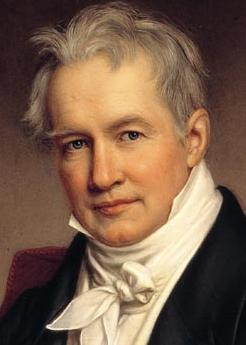
Retrato de Alexander von Humboldt (1769-1859), que generalizó la grafía Pamir que apareció en el.

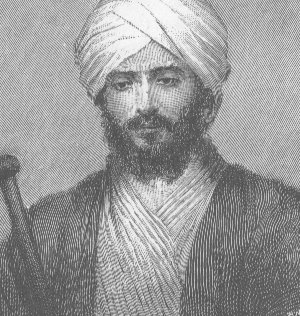
Retrato en traje tradicional del Dardistán del orientalista británico G.W. Leitner (1840-1899), que estudió el origen de la palabra pamir.

El monje budista Xuanzang fue el primero en evocar en sus escritos, alrededor de 640, el Po-mi-lo o Pho-mi-lo, la meseta del Pamir. Esta grafía está muy cerca de kirguis Pamil, la palabra para designar un área montañosa. El término fue retomado en la forma Pomi a mediados del siglo VIII bajo la dinastía Tang. Xuanzang la situaba en el centro del Congling o Tsoung Ling (葱嶺), literalmente las «montañas Cebolla», que se extendían sobre un perímetro más grande que el Pamir en su sentido geográfico habitual.
Según Eugène Burnouf, Pamer, Pamere o Pamier —las grafías utilizadas por Marco Polo en el siglo XIII, y luego por Mountstuart Elphinstone y Alexander Burnes en el siglo XIX—,  derivarían por síncope del sánscrito Oupa-Mérou, es decir el «país vecino del Meru», mientras que según la grafía aparecida en 1543, bajo la pluma del príncipe de Kashgar Mirza Haidar —y luego utilizada por John Wood y Alexander von Humboldt—, Pamir derivaría de Oupa-Mira, el «país alrededor del lago», que según él, aludiría al lago Zorkul.
El orientalista británico Gottlieb Wilhelm Leitner rechazaba esas teorías recordando que las personas que frecuentaban cada verano los pastos de esas mesetas o valles altos hablaban lenguas túrquicas, especialmente kirguises e ili turki, y que los designaban indistintamente bajo el nombre de pamires. Así, pâ podría significar «montaña» y mira sería una «vasta región» o una «meseta»; según una explicación concurrente, pan o pai designarían el «pie» o la «base» y mir la «montaña», ya fuese el «pie de monte de la montaña» o la «base de la montaña». Esos pamires serían siete u ocho valles, aunque una hipótesis alternativa quiere que la palabra no designase un tipo específico de valle sino un valle muy particular, el del lago Zorkul. Por extensión, los pamires formarían a la vez un vasto pamir, que sería la región del Pamir. Otra explicación lingüística, aunque poco plausible, quiere que Pa-i-michr signifique en uzbeko «sótano del sol» y que habría sido interpretado por «pie de Mithra», el equivalente del dios sol en la mitología indo-iraní.
La situación del macizo le ha valido localmente, según Wood, el calificativo deBam-i-dunya, el «techo del mundo» en wakhi o en kirguís. Derivaría de pay-i-mehr y luego de Bamyar en persa. Sea como fuere, la expresión se hizo común en la era victoriana. En 1876, Thomas Edward Gordon escribía:

Ahora estábamos a punto de cruzar el famoso Bam-i-dunya, el «techo del mundo» nombre bajo el cual la región elevada donde pistas hasta entonces relativamente desconocidas aparecían en nuestros mapas. [...] Wood, en 1838, fue el primer viajero europeo moderno en visitar el Gran Pamir.
Nous étions désormais sur le point de traverser le fameux Bam-i-dunya, le « toit du monde » en vertu duquel le nom de la région élevée où des pistes jusque-là relativement inconnues apparaissaient sur nos cartes. [...] Wood, en 1838, était le premier voyageur européen des temps modernes à visiter le Grand Pamir.
The roof of the world: being a narrative of a journey over the high plateau of Tibet to the Russian frontier and the Oxus sources on Pamir (1876)

La expresión fue retomada en 1890 por Guillaume Capus; en 1911, en la undécima edición de la Encyclopædia Britannica; en 1929, en la Brockhaus Enzyklopädie; o, nuevamente en 1942, en la Encyclopédie Columbia.
Los montes Pamir se escriben: Кӯҳҳои Помир (Kūhhoi Pomir), en tayiko; Памир тоолору (Pamir tooloru), en kirguís; رشته کوههای پامیر (rechté kouh-hâyé pâmir), en persa; د پامير غرونه (pamir ghroona), en pachto; پامىر ئېگىزلىكى, en uigur; پامیر کوهستان (pāmīr kūhistān), en urdu; पामीर पर्वतमाला (pāmīra parvatamālā), en hindi; y 帕米尔高原 (Pàmǐ'ěr Gāoyuán) en chino.
Para Robert Middleton, «pamir» es también un término geomorfológico, que designaria a una meseta plana o a un valle rodeado de montañas. Se formaría cuando un glaciar o superficie helada se derritiese dejando una planicie rocosa. El pamir duraría hasta que la erosión formase el suelo y lo redujera a un valle normal. Ese tipo de terreno se encuentra sobre todo en el este y el sur de la provincia de Alto Badajshán, a diferencia de los valles y quebradas del oeste. Los pamires eran utilizados para el pastoreo de verano. (Téngase en cuenta que las fuentes citadas en la obra de Thomas y Middleton son todas del principio del siglo XX, por lo que pueden considerarse superadas científicamente en la actualidad.) Son siete u ocho, según sea la fuente:  el Gran Pamir, que está en el lago de Zorkul: el Pequeño Pamir, que se encuentra hacia el noreste de Aktash; el Taghdumbash Pamir, que está entre Tashkurgan y el corredor de Wakhan, a lo largo de la carretera del Karakórum; el Alichur Pamir, localizado alrededor de Yashil Kul, en el río Gunt; el Sarez Pamir, que está alrededor de la ciudad de Murghob (en Tayikistán); y el Khargush Pamir, que está al sur del lago Kara-Kul. Hay varios otros. El río Pamir está en el sur.

## Geografía

### Situación

Mapa administrativo de la región de Pamir, incluida la división en raiones de la provincia autónoma del Alto Badajshán.

Localizadas en el Asia Central, las montañas del Pamir forman un nudo orográfico  formado por la convergencia de los montes Tian, al norte, la cordillera del Kunlun, al este, los Karakoram, al sur, y el Hindu Kush, al suroeste. Están centradas en la provincia autónoma del Alto Badajshán que ocupan por completo. Se encuentran en el este de Tayikistán y se dividen en siete raiones: Darvaz, Vanch, Rushan, Shugnan, Roshtkala, Ishkashim y Murghob, a los que se agrega la ciudad de Jorog, capital de la provincia autónoma.  Las montañas se extienden además sobre una parte de la Región bajo subordinación republicana, así como en la óblast de Osh, en el sur de Kirguistán; también por la provincia de Badajshán, en el noreste de Afganistán; y en la Región Autónoma Uigur de Sinkiang, en la República Popular de China. Su límite sur está marcado por el corredor de Wakhan donde fluye el Wakhan-Daria, prolongado por el río Piandj, mientras que su límite septentrional está formado por la vasta depresión del valle de Alay que alberga el Kyzyl-Sou, en el curso superior del río Vajsh. Su frontera oriental, con el Kunlun, es más controvertida; algunos la hacen pasar por una amplia falla por la que discurre la carretera del Karakórum, otros la empujan más hacia el este, con un margen de aceptación de 150−200 km. Sus prolongaciones occidentales son relativamente vagas, ya que el relieve disminuye gradualmente. Así, la Gran Enciclopedia Soviética señala:

La cuestión de las fronteras naturales del Pamir es discutible. Habitualmente, se considera que el Pamir comprende el territorio de la cordillera Trans-Alai en el norte, la cordillera Sarikol en el este, el lago Zorkul, el río Pamir y el río Piandj superior, en el sur, la sección mediana del valle del Piandj, en el oeste; hacia el noroeste, el Pamir incluye las partes orientales de las cordilleras Pedro I y Darvaz. [...] Algunos investigadores han restringido esta interpretación, incluyendo solo la parte oriental de ese territorio, mientras que muchos, por el contrario, consideran al Pamir de manera más amplia para incluir las montañas contiguas al este y varias otras cercanas.
La question des frontières naturelles du Pamir est discutable. Habituellement, le Pamir est considéré comme couvrant le territoire du cadena Trans-Alaï au nord, au cadena Sarikol à l'est, au lac Zorkul, la rivière Pamir et le cours supérieur du Piandj au sud, à la section médiane de la vallée du Piandj à l'ouest ; au nord-ouest, le Pamir inclut les parties orientales des cadenas Pierre Ier et cadena Darvaz. [...] Certains chercheurs ont restreint cette interprétation, n'y incluant que la partie orientale de ce territoire, alors que beaucoup, inversement, considèrent le Pamir plus largement pour inclure les montagnes contiguës à l'est et diverses autres à proximité.

### Relieve

#### Geomorfología

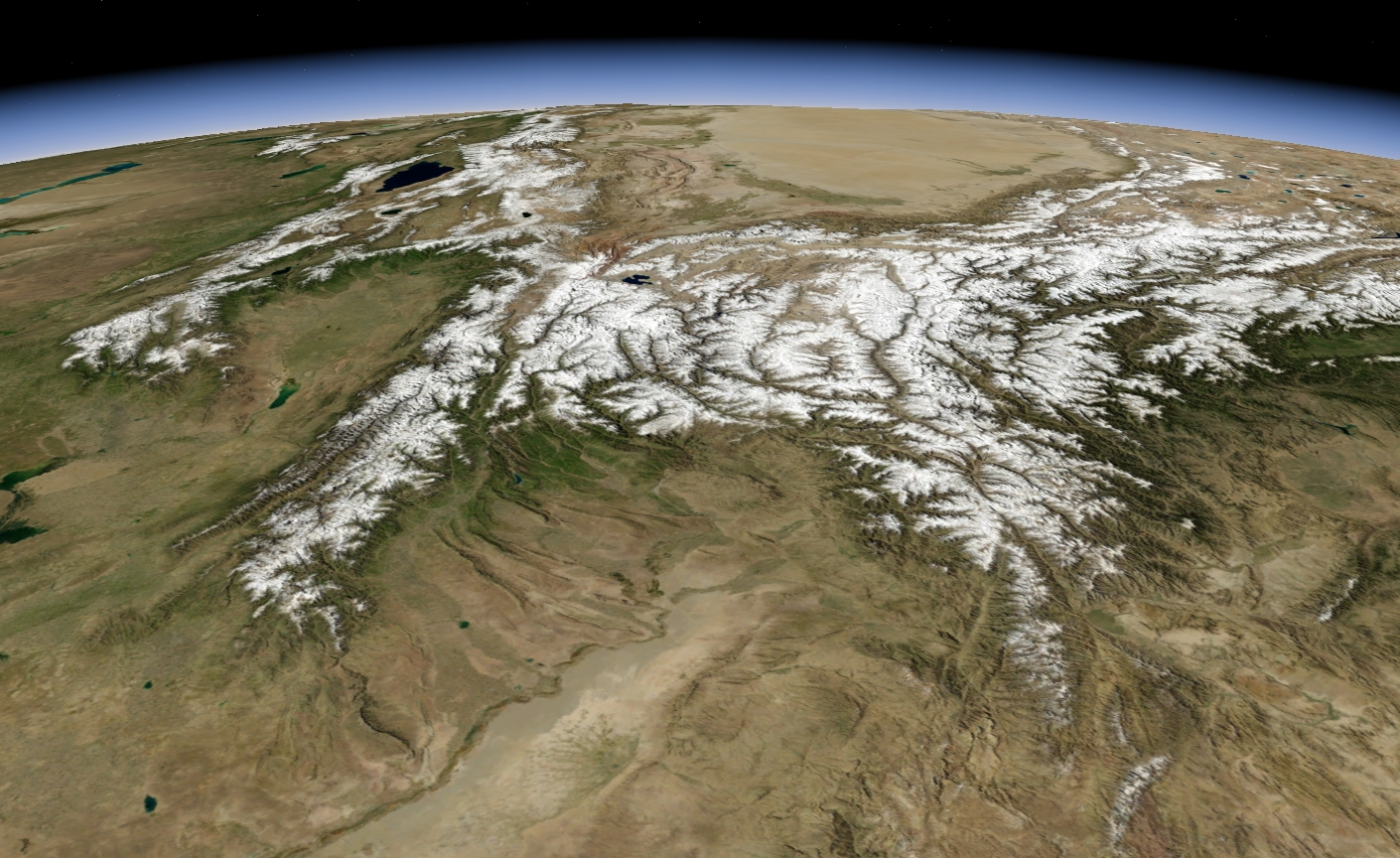
Imagen de síntesis que representa desde el oeste el Pamir (en el centro), los montes Tian (a la izquierda), el Hindu Kush (primer plano a la derecha), el Karakoram (segundo plano a la derecha) y la cordillera del Kunlun (al fondo a la derecha).

La cordillera del Pamir se extiende a lo largo de unos 500 km en dirección E-O y de unos 300 km en la N-S. A pesar de tener unos límites que pueden variar según los autores, es posible distinguir dos grandes grupos en la cadena: una parte occidental, compuesta por la región del Badajshán, con montañas afiladas y valles profundos y estrechos, recorridos por torrentes y salpicados de pequeños pueblos verdes perforados en los conos de deyección y terrazas aluviales; y una parte oriental, que presenta altas mesetas aisladas y desérticas de entre 3500−4500 m de altitud, hechas de depósitos sueltos proluviales y morreicos, y coronadas por cimas relativamente poco elevadas. El límite entre los dos grupos se ha considerado tradicionalmente la cresta de Zulumart y luego los pasos de Pereval Pshart y de Pereval Kara-Bulak.

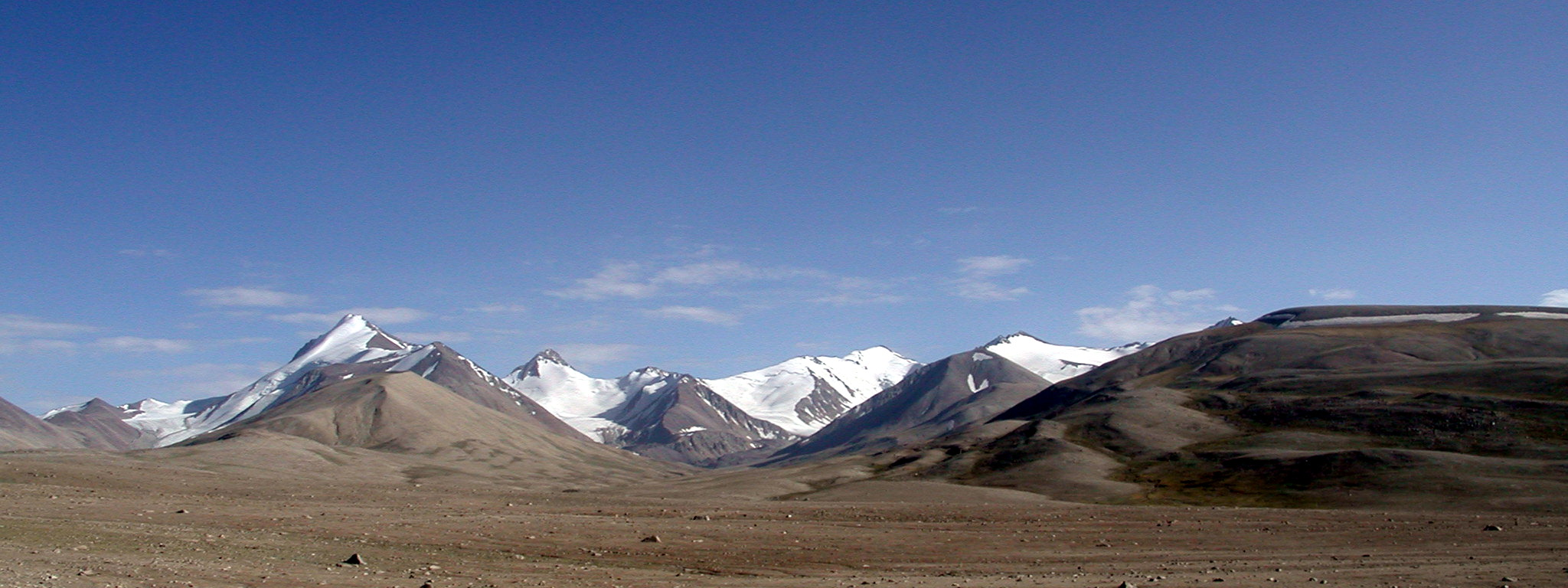
El paisaje de las altas mesetas del sureste del Pamir, visto desde la carretera que conecta las ciudades de Jorog y Murghob, en Tayikistán.

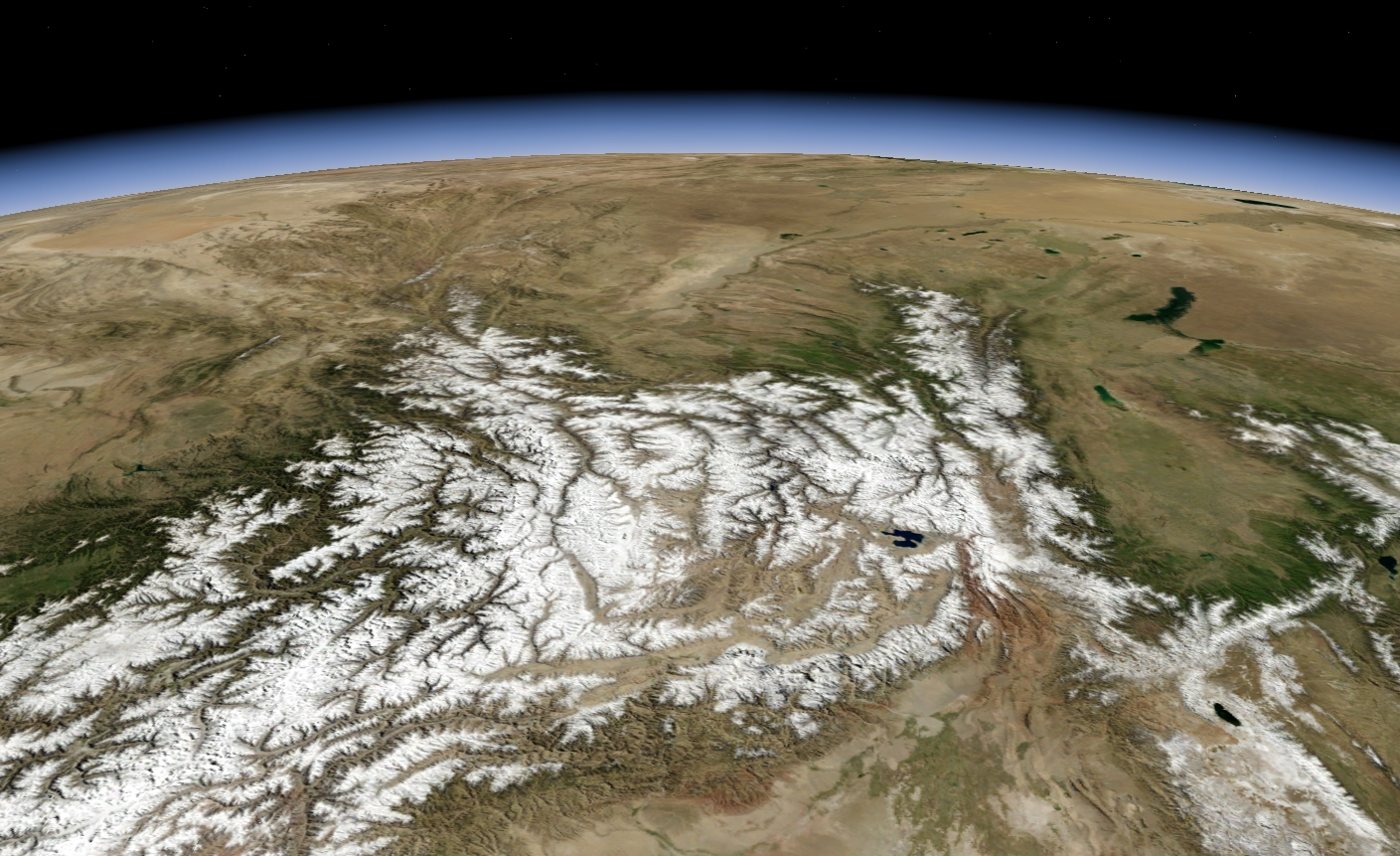
Imagen de síntesis que representa desde el este el Pamir (en el centro), las montañas Tian (a la derecha), el Hindu Kush (último plano a la izquierda), el Karakoram (primer plano a la izquierda) y la cordillera del Kunlun (primer plano abajo).

En el centro del macizo se encuentra la cadena de la Academia de Ciencias, que se extiende más de 175 km y culmina a 7495 m de altitud en el pico Ismail Samani —llamado anteriomente pico Stalin (de 1932 aa 1962), y luego pico Comunismo (de 1962 a 1998)—; también tiene el pico Korzhenevskaya a 7105 m, a menudo considerado como el tercer pico más alto de los Pamir. Al noreste, está la cordillera Trans-Alaï, que se extiende de este a oeste, paralelamente al valle de Alay y a las montañas de Alaï que lo enfrentan. Se eleva hasta los 7134 m de altitud en el pico Lenin, anteriormente pico Kaufmann desde su descubrimiento en 1871 hasta 1928, llamado oficialmente, desde julio de 2006, pico Abu Ali ibn Sina  en Tayikistán y, a veces, impropiamente, pico Atchik Tash en Kirguistán, llamado así por una meseta y por su campamento base localizado a 3600 m de altitud. La vertiente occidental de la cadena de la Academia de Ciencias desciende abruptamente y se prolonga con los piedemontes occidentales, incluyendo, de norte a sur, las cadenas de Pedro I (que culmina en el pico de Moscú, a 6785 m), Darvaz (en el pico Arnavad, a 5992 m), Vanch y Yazgoulem (en el pico de la Independencia, pico de la Revolución hasta 2006, a 6974 m). Al sur, las cadenas Rushan (pico Patkhor, 6083 m), Shugnan (pico Skalisty, 5707 m), Roshtkala (5321 m) y Shakhdara o Ishkashim (pico Karl Marx, 6726 m) están separadas por profundas gargantas, generalmente orientadas de este a oeste y frecuentemente rellenas por deslizamientos de tierra causados por terremotos. Se extienden hacia el este por mesetas altas de las que emergen las cadenas Muskol (pico del Oficial Soviético, 6233 m), Murghab o Alitshur septentrional (5617 m), Alitshur meridional (pico Kysyldangi, 5704 m) y Wakhan o Selsela-Koh-i-Wākhān (6421 m), entre las que hay varios lagos, incluido el de Kara-Kul a 3900 m de altitud. Finalmente, la cadena Sarikol, apodada el «Pamir chino» aunque fronterizo con Tayikistán, cierra de norte a sur las mesetas del Pamir en los confines orientales del macizo, que culmina en el pico Lyavirdyr a 6351 m de altitud, frente a los picos Kongur y Muztagh Ata. Estos últimos son parte de un conjunto a veces conocido como la cadena Kashgar (o Kandar), en su día  incluida en el Pamir, pero más generalmente considerada como una extensión septentrional de la cordillera del Kunlun, ya que un amplio sillón lo separa del Pamir propiamente dicho.

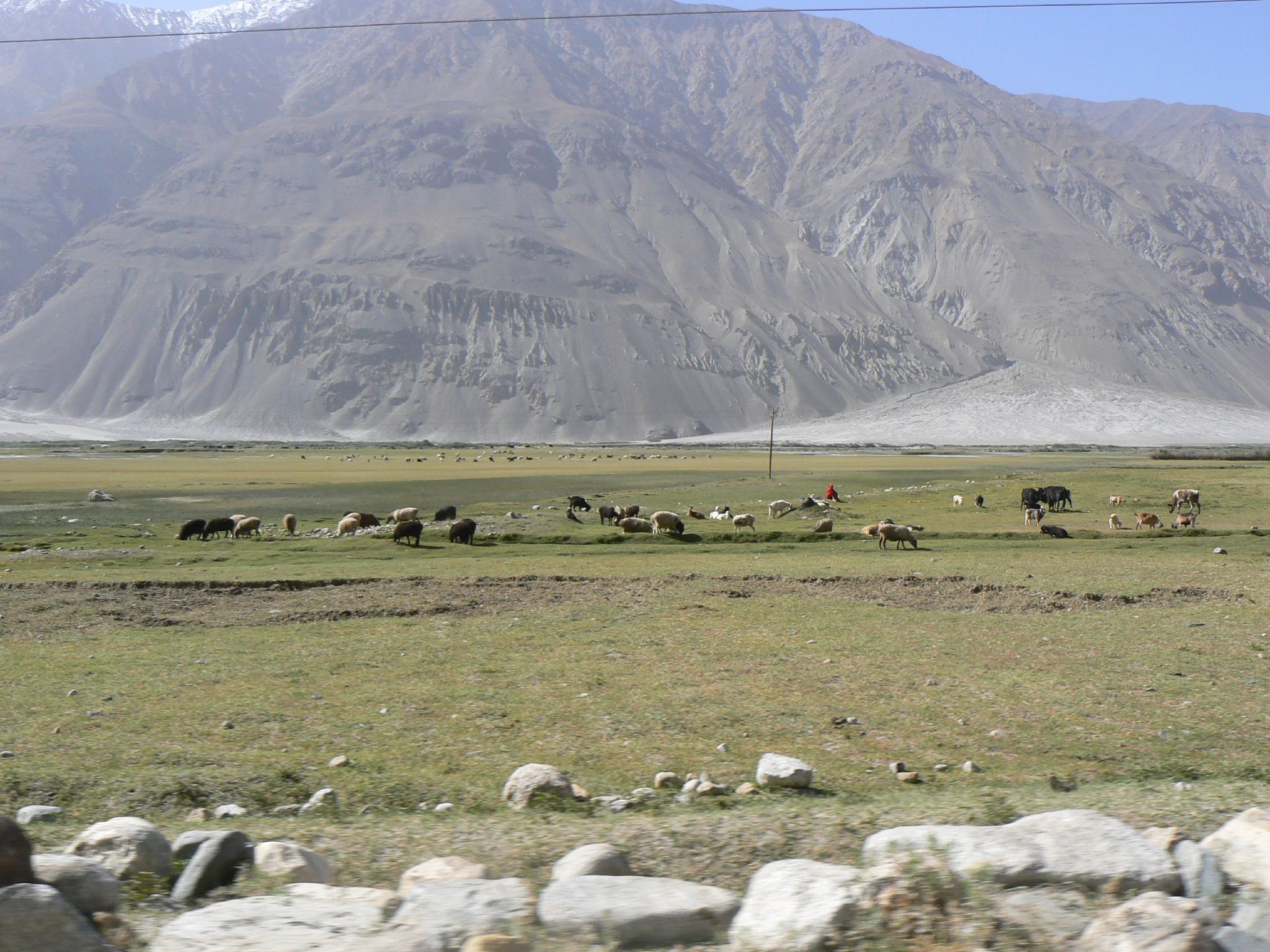
Vista de un pamir en el corredor de Wakhan con un cono de deyección típico del macizo al fondo a la derecha.

Tradicionalmente se consideran como pamires —denominación genérica de aislados y fértiles valles glaciares solo atravesados por nómadas kirguisos, que están cerrados por morrenas e irrigados de forma natural —  los siguientes siete u ocho valles:
- El Pamir Taghdumbash, apodado la «Cabeza suprema de las montañas» o «pamir de la cima de la montaña», que se encuentra entre la cordillera Sarikol, en el norte, y el paso Kilik (4827 m) en el sur, en el suroeste de la xián autónomo tayiko de Taxkorgan, en China. Está cerrado hacia el oeste por el paso Wakhjir (4923 m) que lo separa de la parte aguas arriba del valle del Wakhan-Daria. Desciende hacia el este antes de virar hacia el norte hasta Tashkurgán, a unos 3000 m de altitud, en una distancia de unos cien kilómetros. Es el único pamir que pertenece a la cuenca del Tarim. Está poblado por kirguises, sarikolis y wakhis.[Cur. 4]

- El Pamir Wakhan, que se encuentra en el extremo oriental del corredor de Wakhan, en Afganistán, al norte del Karakoram, aguas arriba de la localidad de Baza'i Gonbad. Desciende unos treinta kilómetros hacia el oeste-noroeste. Es el más estrecho de todos los pamires. Ofrece pastos ricos.[Cur. 4]
- El Pamir Khord o Pamir Kitshik, más conocido como Pequeño Pamir, se encuentra entre el Selsela-Koh-i-Wākhān, en el norte, y el Karakoram, en el sur, entre el lago Chaqmaqtin y el pueblo de Sarhad, en la parte central del corredor de Wakhan. Está en contacto en el noreste con el valle de Oksu. Se extiende sur-suroeste más de cien kilómetros.[Bl. 3][Cur. 4]

- El Pamir Kalan o Pamir Tshong, más conocido como Gran Pamir, que es, como su nombre indica, el más largo y ancho de todos los pamires. Es un valle en auge que se extiende unos 130 kilómetros desde el lago Zorkul hasta el sursudoeste, entre las cadenas del sur de Alitshur meridionales, en el sur, y Selsela-Koh-i-Wākhān, en el norte, y que alberga el curso del río Pamir.[Bl. 3][Cur. 4]

- El Pamir Alitshur, un poco más al norte, que se extiende entre las cadenas septentrionales y meridionales del mismo nombre. Contiene los lagos Yashilkul, Bulun-Kul y Sasyk-Kul y que luego se extiende hacia el oeste a través del Shugnan.[Bl. 3][Cur. 4]

- El Pamir Sarez (el «pamir de la pista amarilla»), más al norte aún, que está encajado entre las cadenas Alitshur y Muskol, alrededor del lago Sarez. Aunque aparece en varios mapas y ha visto su existencia reportada por los exploradores, Ney Elias ha cuestionado su existencia argumentando que no tiene ninguna de las características habituales de un pamir debido a su relieve encajado. Francis Younghusband explica que un pequeño valle fértil de unos quince kilómetros de longitud está más al este, alrededor de la pequeña ciudad de Murghob, y que ha sido mal trazado en los mapas.[Bl. 3][Cur. 4]

- El Pamir Rangkul (el «pamir del lago coloreado»),  de unos cuarenta kilómetros de largo, que se encuentraalrededor del lago del mismo nombre, mientras que el Pamir Khargosh (o Kargushî, el «pamir del conejo») tiene treinta kilómetros de largo al sur y al este del lago Kara-Kul;[Bl. 3][Cur. 4][Ma. 2] sin embargo, su existencia es controvertida.[Cur. 4]

Algunos valles más han podido reclamar el calificativo de pamir pero a causa de las diferencias geomorfológicas y de los usos locales poco marcados han sido rechazados.

#### Subdivisiones y cumbres principales

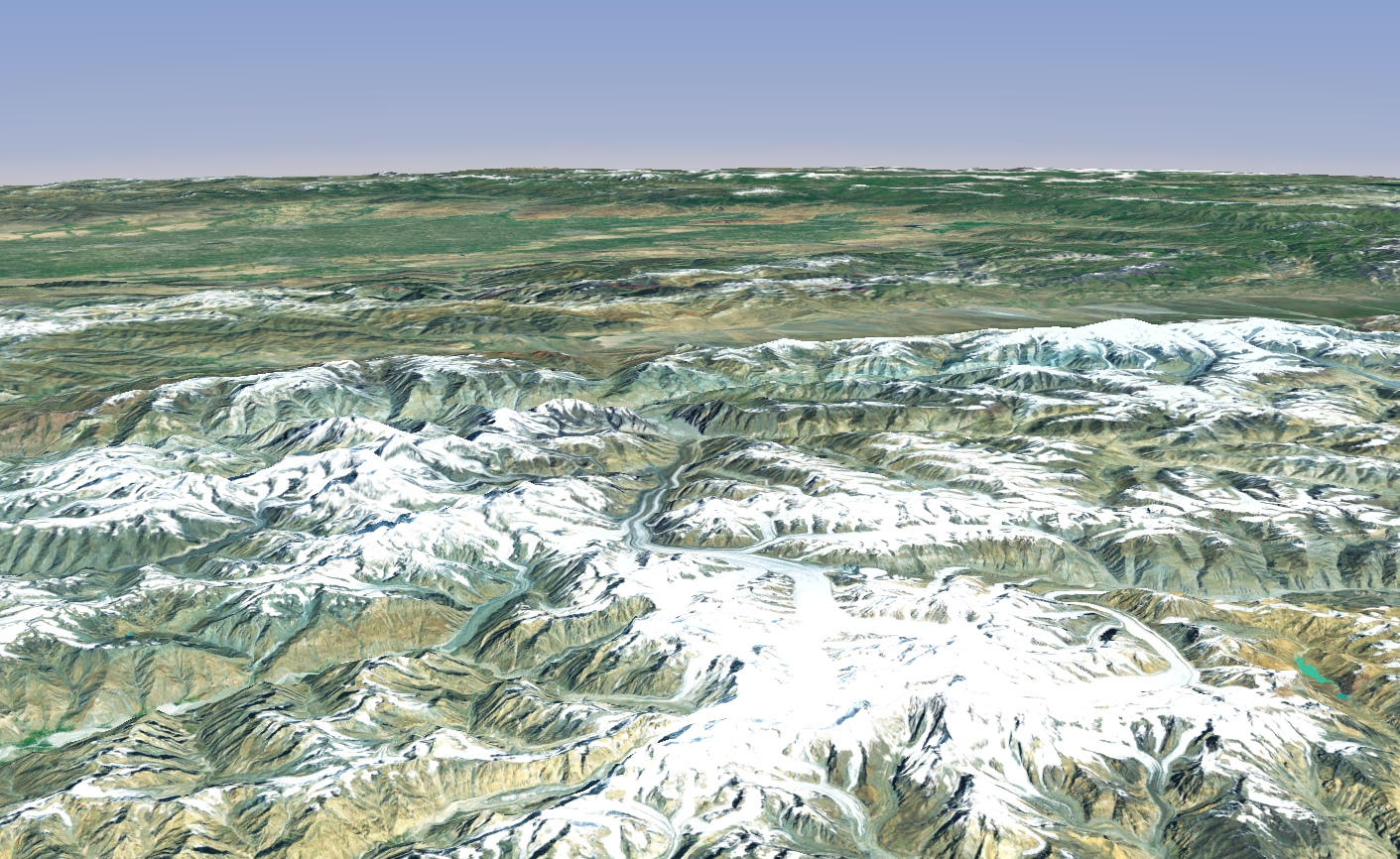
Imagen generada por computadora que representa cadena de la Academia de Ciencias desde el sur.

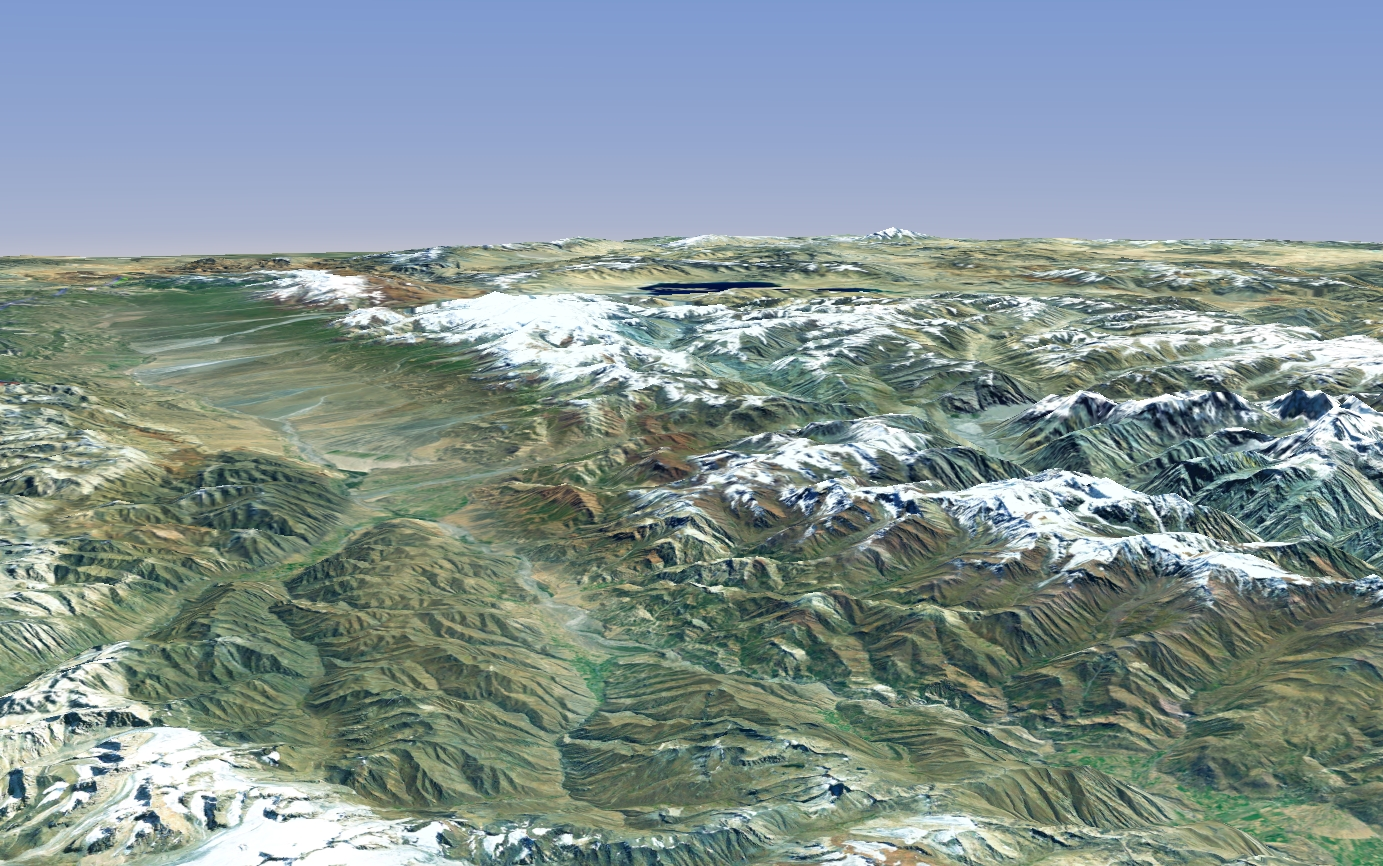
Imagen generada por computadora que representa cadena Trans-Alaï desde el oeste.

Sigue un resumen de los picos principales en orden de altitud que componen el Pamir. Los picos en gris son parte de la cordillera Kashgar considerada como una zona de transición con el Pamir, e incluso una parte integral de la cordillera del Kunlun.
| Cumbres más altas de los Pamires |                                                     |         |                         |                                        | |
| # | Cumbre                                              | Altitud | País                    | Subdivisión                            | Destacable |
| 01 | Kongur*                                             | 7649 m  | China                   | Cadena Kashgar / cordillera del Kunlun | Punto culminante de las Kashgar/Kunlun |
| 02 | Kongur Tjube Tagh*                                  | 7530 m  | China                   | Cadena Kashgar /cordillera del Kunlun  | Antecima del Kongur |
| 03 | Muztagh Ata*                                        | 7546 m  | China                   | Cadena Kashgar / cordillera del Kunlun | |
| 04 | Pico Ismail Samani                                  | 7495 m  | Tayikistán              | Cadena de la Academia de Ciencias      | Pto. cul. de la cadena de la Academia de Ciencias. Anteriormente pico Stalin y después pico del Comunismo                                         |
| 05 | Pico Karayalak Tagh                                 | 7245 m  |                         |                                        | |
| 06 | Pico Jangmanjar Tagh                                | 7229 m  | China                   |                                        | |
| 07 | Pico Kokodak Tagh                                   | 7210 m  | China                   |                                        | |
| 08 | Pico Kuksay ]]                                      | 7184 m  | China                   |                                        | |
| 09 | Pico Lenin                                          | 7134 m  | Tayikistán · Kirguistán | cadena Trans-Alaï                      | Pto. cul. de la cadena Trans-Alaï, antes pico Kaufmann, renombrado pico Abu Ali Ibn Sina en Tayikistán y a veces pico Atchik Tash en Kirghizistan |
| 06 | Pico Korzhenevskaya                                 | 7105 m  | Tayikistán              | Cadena de la Academia de Ciencias      | |
| 07 | Pico Independencia                                  | 6974 m  | Tayikistán              | Cordillera del Yazgulem                | Pto. cul. de la cordillera del Yazgulem. Antes, pico de la Revolución. Vyssokaja Stena]] («Muro Alto»)                                            |
| 08 | Pico Rusia                                          | 6875 m  | Tayikistán              | Cadena de la Academia de Ciencias      | |
| 09 | Pico Moscú                                          | 6785 m  | Tayikistán              | Cadena Pedro I                         | Pto. cul. de la cadena Pedro I |
| s.o | Pico 26 Bakinskič Komissarov («Comisarios de Baku») | 6834 m  | Tayikistán              | Cordillera del Yazgulem                | |
| 10 | Chakragil                                           | 6760 m  | China                   | Cadena Kashgar / cordillera del Kunlun | |
| | Pico Karl Marx                                      | 6726 m  | Tayikistán              | Cadena Shakhdara                       | Pto. cul. de la cadena Shakhdara |
| s.o | Pico Fikker                                         | 6718 m  | Tayikistán              | Cordillera del Yazgulem                | |
| | Pico Garmo                                          | 6595 m  | Tayikistán              | Cadena de la Academia de Ciencias      | |
| | Pico Engels                                         | 6510 m  | Tayikistán              | Cadena Shakhdara                       | |
| s.o | Pico Parižskaja Kommuna («Comuna de París»)         | 6354 m  | Tayikistán              | Cordillera del Yazgulem                | |
| | Pico Lyavirdyr                                      | 6351 m  | China                   | Cadena Sarikol                         | Pto. cul. de la cadena Sarikol |
| | Pico del Oficial Soviético                          | 6233 m  | Tayikistán              | Cadena Muskol                          | Pto. cul. de la cadena Muskol |
| s.o | Pico Qullai Vudor                                   | 6132 m  | Tayikistán              | Cordillera del Yazgulem                | |
| s.o | Pico Chafraz                                        | 6128 m  | Tayikistán              | Cordillera del Yazgulem                | |
| | Pico Mayakowski                                     | 6095 m  | Tayikistán              | Cadena Shakhdara                       | |
| | Pico Patkhor                                        | 6083 m  | Tayikistán              | Cadena Rushan                          | Pto. cul. de la cadena Rushan |
| | Pico Arnavad                                        | 5992 m  | Tayikistán              | Cadena Darvaz                          | Pto. cul. de la cadena Darvaz |
| | Pico Skalisty                                       | 5707 m  | Tayikistán              | Cadena Shugnan                         | Pto. cul. de la cadena Shugnan |
| | Pico Kysyldangi                                     | 5704 m  | Tayikistán              | Cadena Alitshur meridional             | Pto. cul. de la cadena Alitshur meridional |
| * Estos picos a veces se consideran parte del Kunlun. Todos los datos de altitud proceden del sitio «peakbagger.com», disponibles en: . |                                                     |         |                         |                                        | |

### Hidrografía

Mapa del Pamir destacando la cuenca del Amu Daria, con los ríos Piandj y Vajsh y sus respectivos afluentes en los tres cuartos occidentales del macizo; el cuarto oriental pertenece a la cuenca del Tarim; en el centro, la cuenca endorreica del lago Kara-Kul.

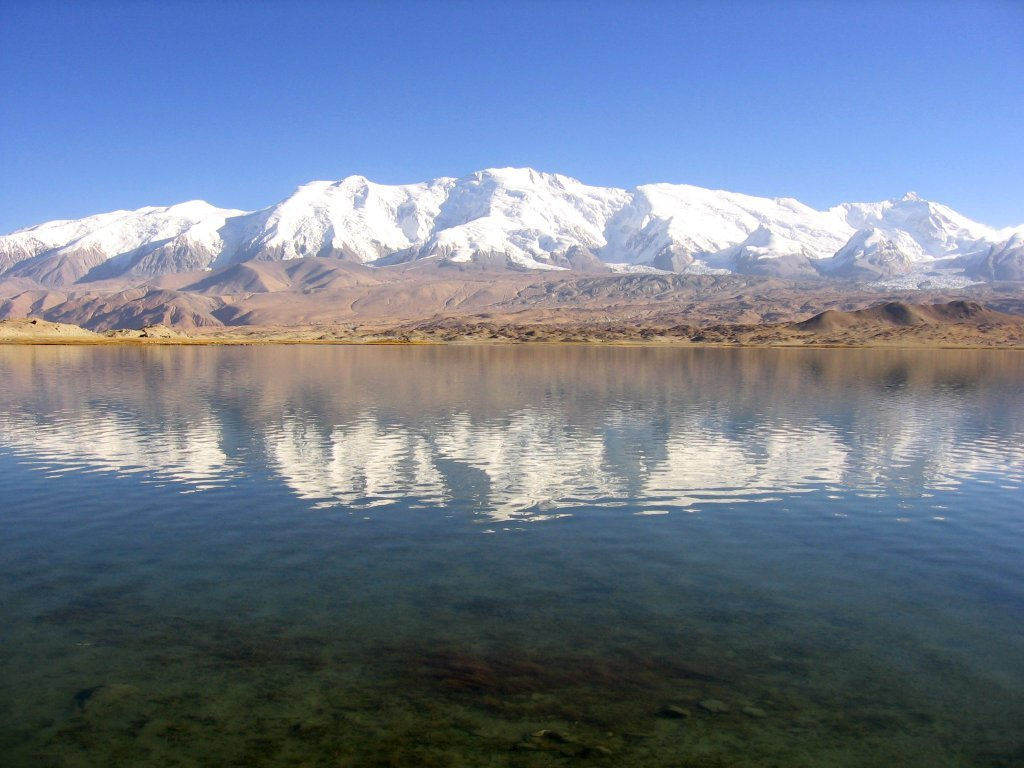
Vista de la cordillera Kashgar reflejada en un lago de la cordillera Sarikol.

La gran mayoría de los ríos que drenan el Pamir pertenecen a la cuenca del Amu Daria. El más importante de estos ríos es el Piandj, que nace de la unión del río Pamir y del Wakhan-Daria y que geográficamente marca el límite sur y suroeste del macizo, ypolíticamente es la frontera entre Tayikistán y Afganistán. Su principal afluente, por la orilla derecha, es el Gunt, al que recibe al nivel de la ciudad de Jorog, y al que se le unió el Shakhdara en la entrada de esa aglomeración; sigue el río Bartang —llamado Oksu en su parte aguas arriba y Murghab (que significa «el agua cerca de donde anidan las aves») en su parte intermedia—, que surge a unos centenares de metros de las fuentes del Piandj y que, sin embargo, literalmente cruza el Pamir de este a oeste durante varios cientos de kilómetros antes de franquearlo; luego vienen el Yazgoulem y el Vanch. Marcando la frontera norte de los Pamir bajo los nombres de Kyzyl-Sou y luego Surkhob, el río Vajsh también desemboca por la orilla derecha en el Piandj, al oeste del macizo, en las fronteras del sudoeste de Tayikistán, para formar el Amu Daria. El Muksu y el Obihingou son afluentes por la margen izquierda del Surkhob que drenan las cadenas de Pedro I y de Darvaz. Unos pocos ríos alimentan el endorreico lago Kara-Kul, como el Karadzhilga y el Muskol. El oeste de la cadena Sarikol pertenece a la cuenca del Tarim. Son 173 los ríos que fluyen a través del macizo, a los que hay que añadir más de 200 manantiales minerales, un tercio de ellos de aguas termales.
El Pamir albergaría entre 846 lagos (con 1343 km²) y 1449 lagos, según sean las fuentes. Además del lago Kara-Kul, que se encuentra en 38 000 hectáreas en un cráter de impacto de 25 millones de años, en el noreste del Pamir, y cuyas aguas son las más básicas con un pH entre 7.3 y 8.0, figuran los lagos gemelos Rangkul y Shorkul en la vertiente occidental de la cordillera Sarikol y el lago Zorkul, formado por una morrena, entre las cordilleras Alitshur meridionales y Wakhan. El lago Turumtaikul es el más elevado a 4260 m de altitud. En el centro del macizo, los lagos Yashilkul (el "lago verde") y Sarez fueron creados por deslizamientos de tierra. El segundo, consecuencia del seísmo de 1911, está formado naturalmente por la presa de Usoi, la más alta del mundo. El embalse tiene 60 km de largo y hasta 500 m de profundidad. Continúa aumentando a una tasa de veinte centímetros por año, lo que aumenta el temor a la ruptura de la presa y a la posible destrucción de 32 aldeas ubicadas inmediatamente río abajo en el valle del Bartang a las que se sumarían cinco millones de personas afectadas en la cuenca del Amu Darya. Algunos lagos se congelan de noviembre a mayo y pueden cubrirse con un metro de hielo en pleno invierno.

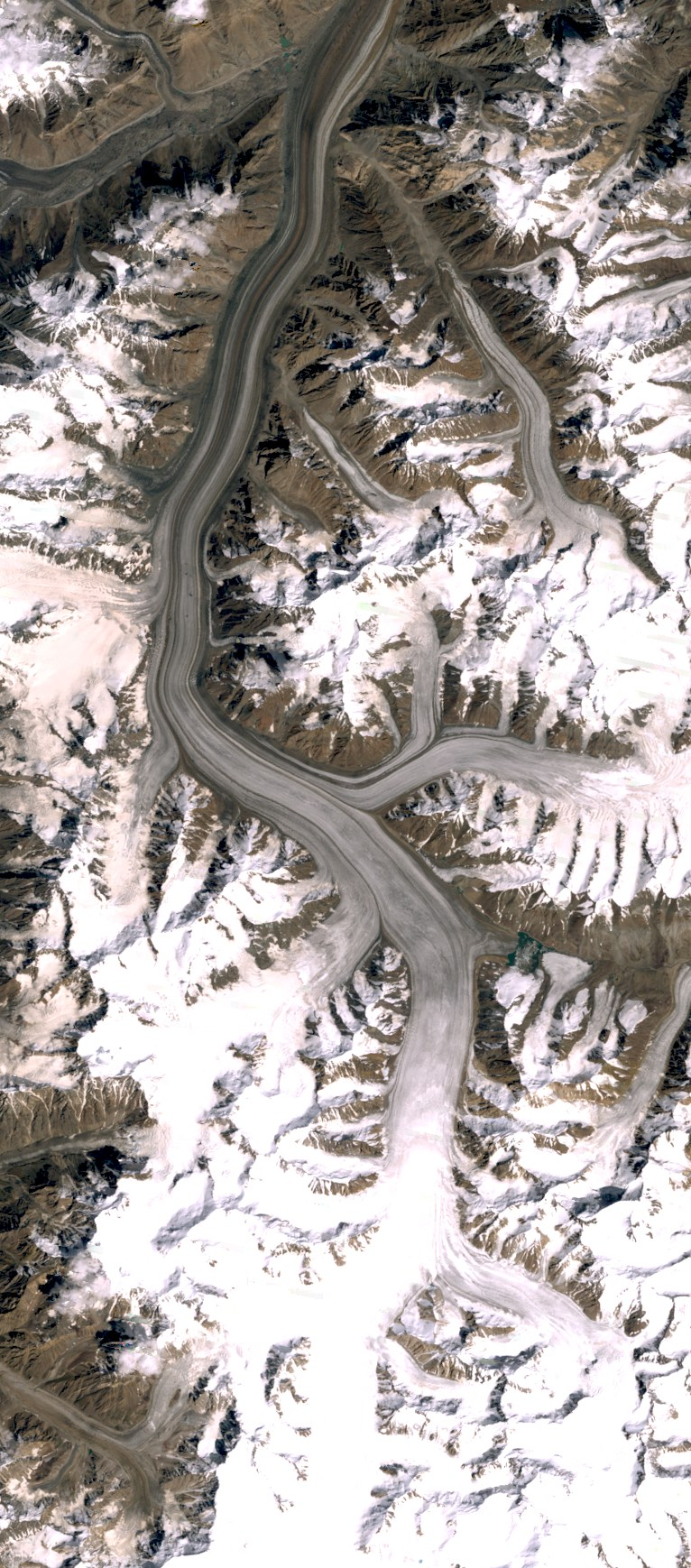
Vista aérea de la cuenca colectora del glaciar Fedchenko, la más larga del macizo.

El Pamir es recorrido por 3000 glaciares que cubren 8400 km², según datos de la década de 1970, o 13 000 glaciares que cubren 12 000 km² según datos más recientes de 1990, pero que abarcan unos límites más amplios del macizo. Ayudan a suministrar agua a 60 millones de personas en Tayikistán, Afganistán, Uzbekistán, Turkmenistán y Sinkiang. Entre estos, en la cadena de la Academia de Ciencias, se encuentra el glaciar Fedchenko, con 77 km de longitud, el más largo de la antigua URSS y el más largo fuera de la región polar.  A principios de la década de 1960, contenía 200 hm³ de hielo transformado en altitud gracias a las grandes acumulaciones de nieve. En las cadenas de Pedro I, Darvaz, Vanch y Yazgoulem se encuentran los glaciares Grumm-Grzhimailo (de 36 km de longitud), Garmo (27 km), Surgan (24 km), el glaciar del Instituto de Geografía (21 km) y el de Fortambek (20 km). El glaciar más largo en la cordillera Trans-Alaï es el glaciar Gran Saukdara, con 25 km, mientras que el glaciar Lenin avanza a una velocidad de cien metros por día y a veces avanza varios kilómetros en los valles. Esas aceleraciones se observaron y fueron explicadas en los glaciares Medvezhy (literalmente «glaciar del Oso») y Bivatchny (lit. «glaciar del Bivouac») no como consecuencia del aumento en su volumen sino como el de una fusión inusual que hace que el hielo ya no tenga la misma resistencia. Las cadenas Rushan y Alitshur septentrional también tienen glaciares significativos. Sin embargo, el área ocupada por los glaciares es mucho más pequeña que en la última glaciación, cuando formaron un casquete de hielo común con el Hindu Kush y la meseta tibetana. Debido al cambio climático, el retiro generalmente se ha acelerado en los últimos cincuenta años, de solo del 3 al 5% en el centro y el este del macizo pero del 15% en el oeste. El glaciar Fedchenko retrocedió más de 1000 m entre 1920 y 2000, de ellos 750 m desde 1958, y perdió 2 km² de superficie entre esa misma fecha y 2009. El caudal del río ha aumentado en un 2% en los últimos diez a veinte años debido al derretimiento de los glaciares y al aumento de las precipitaciones.

### Geología

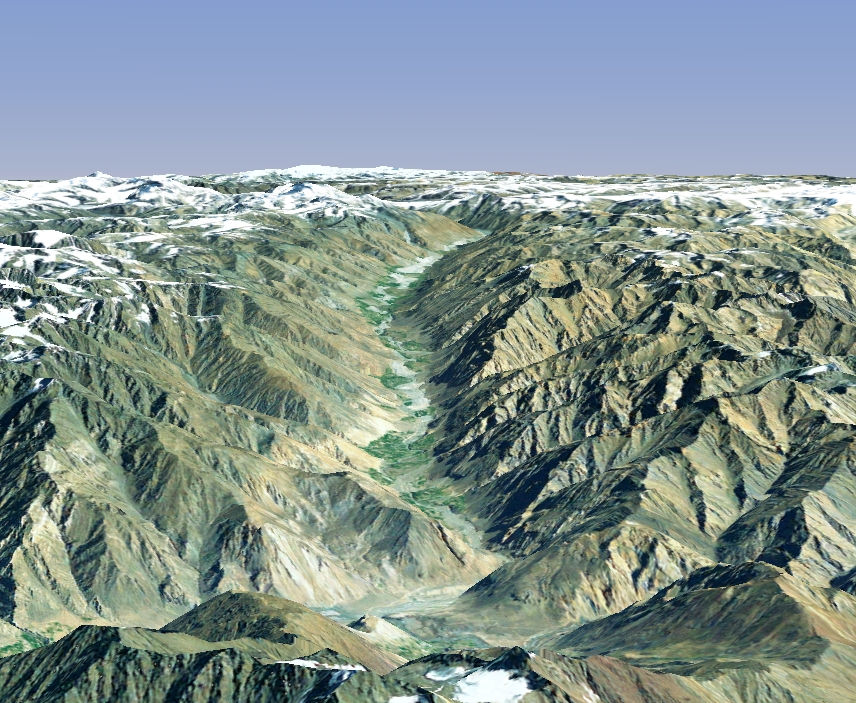
Imagen generada por computadora que representa el valle del Vanch, muy erosionado

En el Carbonífero, Pangea continuaba su formación y se cerraba el océano Paleo-Tetis. Se producían colisiones continentales, que culminaron en la orogenia hercínica que dio lugar al nacimiento del sistema de la cordillera del Kunlun, incluida la parte septentrional del Pamir, configurándose localmente una zona de subducción. Al mismo tiempo, la placa cimmeriana se separaba del Gondwana hacia el sur y permitía la apertura del rift de Neotetis durante el Pérmico. Los microcontinentes cimmerios continuaron desplazándose hacia el norte y se sumergieron bajo Laurasia. El Paleotetis desapareció por completo en el Triásico y la acreción a nivel de las partes centrales y meridionales del Pamir terminó en el Jurásico. En el Cretácico, la placa india se separó de la placa africana y migró hacia el norte, mientras que el Tetis se cerró a su vez al nivel de una nueva zona de subducción, durante la orogenia alpina que también dio a luz al Karakoram. Cuando durante el Eoceno el subcontinente indio entró en contacto con la placa euroasiática, dando origen al Himalaya, se ejercieron nuevas fuerzas de compresión hacia el norte en las partes centrales y meridionales del Pamir. Estas deformaciones y la elevación asociada aun continúan.
Debido a esta historia geológica, el Pamir está atravesado por una importante red de fallas dispuestas en arcos de círculo orientados hacia el norte que delimitan diferentes dominios petrológicos. El margen septentrional del macizo, correspondiente a la vertiente norte de la cadena Trans-Alaï, está formado por conglomerados, areniscas, esquitos arcillosos, calizas y rocas volcánicas que datan del final del Pérmico al Cenozoico, que fueron intensamente deformadas y elevadas desde mitad del Oligoceno. El norte del macizo corresponde al anticlinal complejo que se extiende desde la vertiente meridional de la cadena Trans-Alaï hasta la importante falla de Vanch-Akbaital en el sur. Está esencialmente vinculado a la orogenia hercínica del Pérmico, incluso aunque haya sido afectado por los eventos geológicos del Mesozoico-Cenozoico. Su composición abarca desde esquitos metamórficos del final del Precámbrico hasta mármoles, areniscas, arcilla y tiza, y también rocas volcánicas del Paleozoico e intrusiones de granitoides desde el Triásico hasta el Dogger (Jurásico Medio). Una fina zona de transición compuesta por un cinturón de ofiolitas es el testimonio de la obducción de una porción de la litosfera oceánica al nivel de la falla de Vanch-Akbaital. Al sur, la parte central del Pamir está recubierta por una vasta napa de acarreo formada por sedimentos del Paleozoico y del Mesozoicos depositados sobre la plataforma continental del antiguo Tetis, con rastros de rocas volcánicas del Mioceno. Esas rocas están fuertemente deformadas por la orogenia alpina del Cenozoico. Algunas ventanas muestran esquistos ligeramente metamorfoseados del final del Precámbrico y alternancias de estratos sedimentarios, principalmente marinos, pero también de bauxitas de origen volcánico, de mitad del Paleozoico hasta el Cretácico Superior. Esas rocas autóctonas han experimentado intrusiones de granitoides del Paleógeno y del Neógeno que pueden haber favorecido el metamorfismo local. La región de la cordillera Rushan y del paso de Pereval Pshart consiste en estratos terrígenas del Paleozoico Superior, inclinados y dislocados hacia el norte. Contienen diabasas y espilitas, así como intrusiones de granitoides que datan del Jurásico al Eoceno, vinculadas a la orogenia alpina. Está geológicamente próxima del sudeste del macizo, un vasto sinclinal complejo, también compuesto de espesos depósitos marinos terrígenos y de inclusiones de granitoides, a los que se agregan flyschs del Triásico y del Jurásico, así como areniscas, conglomerados y tobas del Cretácico al Mioceno. Finalmente, el suroeste del macizo, aislado por la falla de Hunt-Alitshur, está formado por esquitos, gneis y mármoles precámbricos que se vieron poco afectados por las sucesivas fases orogénicas, con la excepción, nuevamente, de las intrusiones de granitoides del Cretácico y Oligoceno al Neógeno.

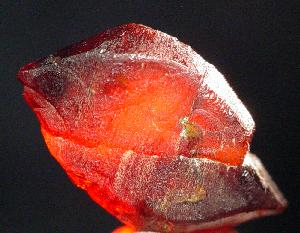
Vista de una muestra de clinohumita del Badajshán afgano

La emisión de magma en la superficie y el metamorfismo han favorecido la aparición de cristales y de metales raros, de mercurio, boro, fluorita, calcita, lazurita, espinela y oro. Descubierta en 1876 en forma gemífera en el Vesubio por Alfred Des Cloizeaux la clinohumita fue descubierta en yacimientos explotables en 1983, siendo el único yacimiento conocido hasta el descubrimiento en 2000 de un segundo yacimiento en el distrito dolgano-nenetsio de Taimyr, en Siberia y luego en 2005 de un tercero en las montañas Mahenge en Tanzania.
La formación de pamires, en la parte occidental del macizo, comenzó en el Mioceno bajo un régimen continental y por el efecto de la erosión fluvial, a partir del margen y luego se extendió hacia el este. Como resultado, esos valles están fuertemente entallados en el oeste, son menos profundos en el centro del Pamir y están prácticamente ausentes en la parte oriental. El Pamir se ha elevado a una tasa promedio de 2,5−3 mm por año durante los últimos millones de años. Esta dinámica continúa con mediciones que alcanzan los 15 mm por año en la cadena de Pedro I.  A veces se describe como la zona más sísmica del mundo, en particular con el registro dos terremotos de magnitud superior a 7 en la primera mitad del siglo XX, en Sarez en 1911 y en Khait en 1949, seísmos acompañados cada vez de deslizamientos de tierra.

### Clima
La parte occidental del Pamir está sujeta a un clima continental, con veranos templados y secos e inviernos largos y fríos. Su parte oriental es árida, con una tasa de humedad a veces inferior al 10%, a menudo glacial, sujeto a un intenso soleamiento y a vientos violentos. Ubicada en la zona subtropical, está sometida en verano a masas de aire tropicales mientras que, a partir de octubre, se desarrolla una depresión en el oeste del macizo, que dura hasta abril, y ocasiona precipitaciones en los piedemontes occidentales  y retiene las masas de aire frío en el este.

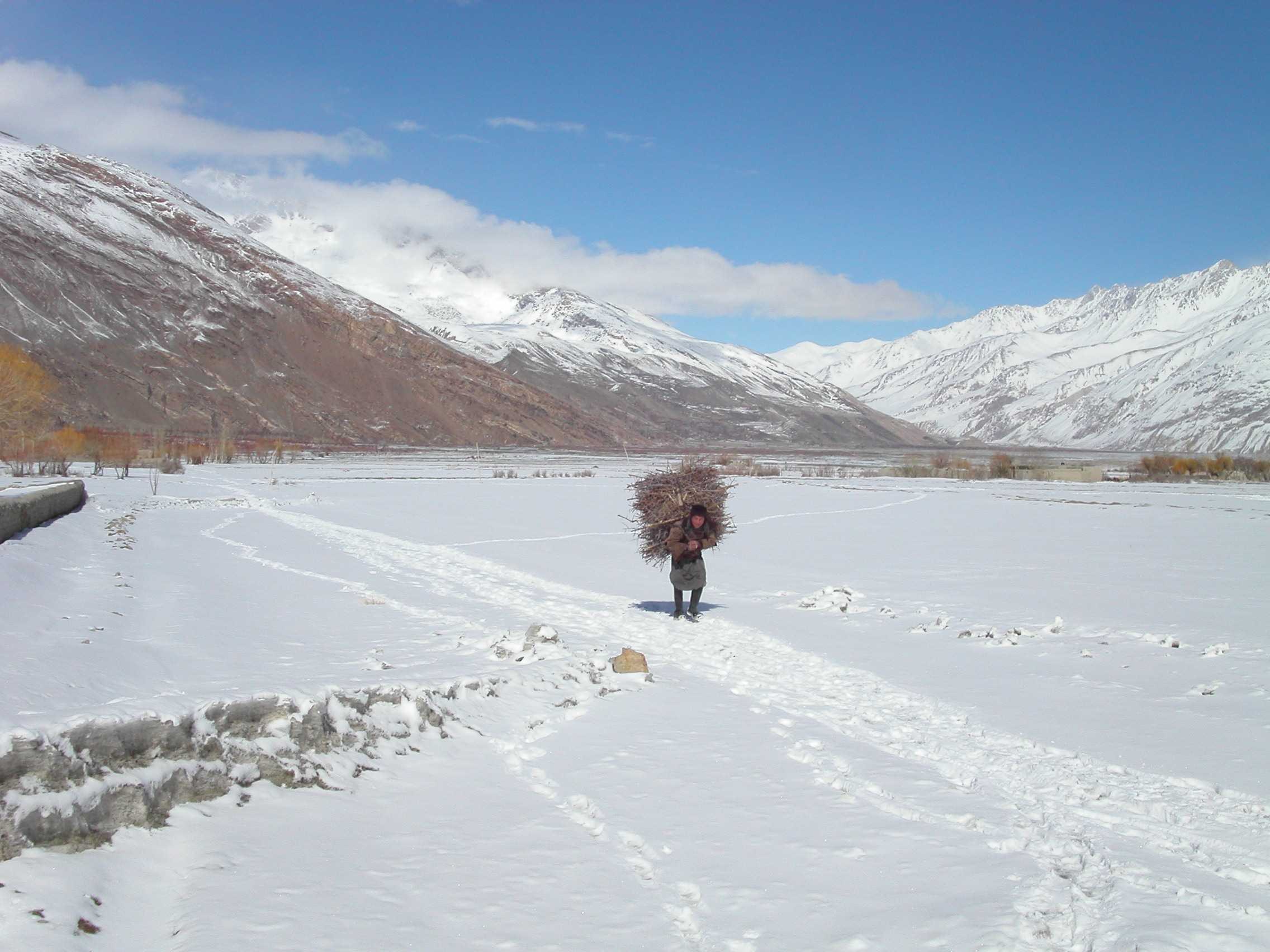
Vista de un anciano wakhi regresando de su recolección de madera a principios del otoño en el corredor de Wakhan.

En todo el macizo, las temperaturas medias anuales varían entre 0 y −8 °C y entre 2 y 10 °C durante el período estival. En el este, en particular, la temperatura media en enero es de  −17,8 °C a 3600 m de altitud y frecuentemente cae hasta los −50 °C en invierno. Ya ha alcanzado −63 °C en el lago Bulun-Kul, a unos 4000 m de altitud, un récord nacional en  Tayikistán. Como resultado de ello, en los valles de Murghab y Oksu o incluso en la depresión del lago Kara-Kul, está presente un permafrost que puede alcanzar 80−100 cm. En el verano, la amplitud es a veces mayor de 25 °C con heladas en la noche y rara vez más de 20 °C durante el día. La temperatura media en julio es de 13,9 °C a 3640 m de altitud y de solo 8,2 °C en el lago Kara-Kul a 3960 m. Los récords de amplitud en 24 horas alcanzan los 60 °C. En el oeste, a 2160 m de altitud, la temperatura media en enero es de −7,4 °C en comparación con los 22,5 °C de julio. Las temperaturas son superiores a 5 °C durante 223 días en Jorog y son solo 140 días en Murghob.
El oeste del macizo generalmente recibe de 90 a 260 mm de precipitación al año, con un pico en marzo y abril y un mínimo en verano, mientras que están entre 60 y 120 mm en el este, con un ligero máximo influenciado por el monzón en mayo y junio y una depresión en agosto. Así, entre julio y septiembre, el lago Kara-Kul recibe un promedio de 4,8 mm de precipitación. En la periferia del macizo, la localidad de Garm, en el curso medio del río Vajsh, a 1800 m de altitud al norte de la cadena Pedro I, recibe 700 mm anuales, mientras que en los alrededor de los 3000 m de altitud, la precipitación puede alcanzar localmente los 1000 mm en el oeste del Pamir. Se traducen en cantidades significativas de nieve en los picos, por lo que la estación meteorológica permanente del glaciar Fedchenko, a 4169 m de altitud, registra con frecuencia espesores acumulativos de veinticinco metros. Por ello, y gracias a los muchos días de niebla o de nubes bajas que limitan la sublimación de la nieve, el piso de nieves eternas, ubicado por ejemplo a 4800 m de altitud en los piedemontes occidentales y a 5500 m en la cadena de la Academia de Ciencias, es el más elevado del mundo.  Vladimir Ratzek informa haber visto una avalancha evaporarse incluso antes de caer al suelo y, a pesar de recibir una nevada significativa, el suelo se vuelve a secar nuevamente en solo dos horas después de la reaparición del sol, por sublimación.

### Fauna y flora
El macizo, en el seno del Asia central, forma parte de la ecozona paleártica. La ecorregión de desierto y tundra alpina del Pamir define su ecosistema en el bioma de Pradera y matorral de montaña que lo caracteriza. A pesar de las condiciones climáticas extremas, el macizo alberga una fauna diversificada mientras que la flora es más pobre.

### Vida vegetal y animal
La variedad topográfica y climática le da a Tayikistán una vida vegetal extremadamente variada, con más de 5000 tipos de flores solamente. Generalmente predominan los pastos, arbustos y matas. La vida animal del país es abundante y diversa e incluye especies como el gran lagarto gris, el jerbo y la ardilla en los desiertos y los ciervos, tigres, chacales y gatos salvajes en las zonas boscosas o en los matorrales de juncos. El oso pardo vive en los niveles más bajos de la montaña, y las cabras y águilas doradas en los niveles más altos.

#### Flora

Mapa de los biomas del Pamir.

Las precipitaciones anuales sostienen pastizales pero pocos árboles. Un cinturón forestal está presente casi exclusivamente en las estribaciones occidentales del macizo, en la vertiente occidental de las montañas, entre los 1500−2800 m de altitud. Se compone de arces, nogales, ciruelos y manzanos silvestres, enebros, rododendros y abedules; ningún pino ni picea está presente de forma natural.  A lo largo de las riberas, sauces, espinos cervales, álamos, abedules y espinos forman matorrales (localmente llamado tugai). El piso subalpino ocurre entre 2700−3500 m; si bien presenta algunos arbustos dispersos —a menudo en forma enana, en particular enebros de la especie Juniperus pseudosabina que resisten bien la altitud—, dominan los céspedes alpinos. Se encuentran Saponaria griffithiana, Arabis kokanika, Christolea pamirica, Didymophysa fedtschenkoana, Rosularia radicosa, Astragalus ophiocarpus, Braya scharnhorstii, Oxytropis bella, Astragalus alitschuri, Rhamnus minuta, Hackelia testimudi o incluso Cousinia rava. Deja sitio hasta los 4400 m de altitud al piso alpino y sus hierbas rasas a base de festucas y Stipa sp. Por encima de los 3800 m, las plantas deben tener capacidades psicofílicas. Más allá de 4500 m está el piso nival con vegetación enana escasa o incluso ausente.
En la parte oriental del macizo, el paisaje dominante es desértico y rocoso. En las altitudes más bajas, se desarrollan especies halófilas como los samphires (Salicornia sp.), Saussurea salsa yPolygonum sibiricum. En los raros valles húmedos, las  cyperaceas, las scrophulariaceas y las rosáceas forman praderas. En las estepas abiertas intermedias, la flora generalmente se reduce a plantas suculentas y de plantas en cojín (Cushion plant) Acantholimon y Oxytropis; el tansi común (Tanacetum vulgare) también está presente, al igual que el ajenjo (Artemisia absinthium), los astrágalos (Astragalus sp.) y los ajos (Allium sp.). Las especies de iris y de poas crecen en las altas estepas de hierba rasa. Otras plantas que se encuentran en esta parte del macizo son de influencia tibetana: Krascheninnikovia ceratoides, Eurotia prostrata, Acantholimon diapensioides, Tanacetum gracile, Tanacetum xylorhizum, Tanacetum tibeticum, Carex pseudofoetida, Kobresia sp., Juncus thomsonii, Thylacospermum caespitosum, Christolea crassifolia, Oxytropis chiliophylla, Nepeta longibracteata, Dracocephalum heterophyllum y Pedicularis cheilanthifolia.
Los pocos lagos albergan macrófitas: Potamogeton, Chara, Ceratophyllum, Myriophyllum y Bacillariophyta.

#### Fauna
Entre los mamíferos que se encuentran en el macizo del Pamir destacan el yanghir (Capra ibex sibirica), el lobo (Canis lupus), el zorro rojo (Vulpes vulpes), el lince  (Lynx lynx), el gato de Pallas (Otocolobus manul), la garduña (Martes foina), la comadreja alpina (Mustela altaica), el armiño (M. erminea), la liebre de Tolai (Lepus tolai), el oso pardo del Himalaya (Ursus arctos isabellinus), el marjor (Capra falconeri, localmente kiik) y la leopardo de las nieves (Uncia uncia) en la parte occidental, mientras que la marmota de cola larga (Marmota caudata), la liebre lanuda (Lepus oiostolus), la pica de orejas largas (Ochotona macrotis), el yak (Bos grunniens), el argali de Marco Polo (Ovis ammon polii, localmente ar-khar), subespecie endémica del Pamir, se encuentran en la parte oriental. El leopardo de las nieves y el argali de Marco Polo están amenazados de desaparición. Otros mamíferos carnívoros están presentes: el chacal dorado (Canis aureus), el dole (Cuon alpinus), el zorro estepario (Vulpes corsac), el gato salvaje (Felis silvestris), la nutria europea  (Lutra lutra), el tejón europeo (Meles meles), el turón de la estepa (Mustela eversmannii), la comadreja (M. nivalis), la comadreja siberiana (M. sibirica), el turón jaspeado (Vormela peregusna) y el oso negro asiático (Ursus thibetanus). El jabalí (Sus scrofa), el ciervo rojo (Cervus elaphus), el corzo siberiano (Capreolus pygargus), la gacela persa (Gazella subgutturosa), el gran baral (Pseudois nayaur) y el kiang (Equus kiang) completan los grandes mamíferos. Les insectívoros están representados por el erizo euroasiático (Hemiechinus auritus), el erizo de Brandt (Paraechinus hypomelas), la crocidura gris claro (Crocidura pergrisea), la crocidura oscura (C. pullata), la crocidura de jardín (C. suaveolens), la musgaño enano (Suncus etruscus), la especie endémica de la musaraña de dientes largos (Sorex buchariensis), la musaraña pigmea (S. minutus) y la musaraña de cabeza plana (S. planiceps). También se han identificado numerosos roedores: la marmota del Himalaya (Marmota himalayana), el Souslik relicta (Spermophilus relictus), el jerbo siberiano (Allactaga sibirica), el salpingote de Kozlov (Salpingotus kozlovi), el jerbo de pies peludos (Dipus sagitta), el Campagnol des montagnes argenté (Alticola argentatus), el campagnol del Bucharian (Blanfordimys bucharicus), el Rat-taupe des monts Alaï (Ellobius alaicus), el Rat-taupe de Zaysan endémica (E. tancrei), el campañol de las alturas (Microtus gregalis), el campanero kirguiso (M. kirgisorum), el campanero de los enebros (Neodon juldaschi), el hámster gris (Cricetulus migratorius), el merione de cola roja  (Meriones libycus), el merione del sur (Meriones meridianus), el ratón pigmeo (Apodemus uralensis), el ratón de campo del Himalaya (Apodemus pallipes), la rata de cola corta  (Nesokia indica), la rata del Turquestán (Rattus pyctoris), el muscardino balcánico (Dryomys nitedula) y el puercoespín indio (Hystrix indica). Se complementan con tres especies adicionales de lagomorfos, a saber la pika de Royle (Ochotona roylei), la pica roja (O. rutila) y la liebre del desierto (Lepus tibetanus). Finalmente, los murciélagos son un orden importante en el que el gran murciélago (Rhinolophus ferrumequinum), el murciélago pequeño de herradura (R. hipposideros), el orejudo de Hemprich (Otonycteris hemprichii), la barbastella de Asia (Barbastella leucomelas), la serotina de Botta (Eptesicus bottae), la serotina común (Eptesicus serotinus), el Vespertilion à moustaches du Népal (Myotis nipalensis), el pequeño murin meridional (M. oxygnathus), el murciélago ratonero mediano (M. blythii), el Murin de orejas dentadas (M. emarginatus), el Vespertilion fraternal  (M. frater), el murciélago de mostachos (M. mystacinus), la nóctulo común (Nyctalus noctula), el murciélago común  (Pipistrellus pipistrellus), el murciélago montañero (Hypsugo savii), la polilla común (Plecotus auritus), el murciélago orejudo gris (P. austriacus), el murciélago bicolor (Vespertilio murinus), la murina de Hutton (Murina huttoni), el minióptero de Schreibers (Miniopterus schreibersii) y el murciélago rabudo  (Tadarida teniotis).

Fauna en los Pamires
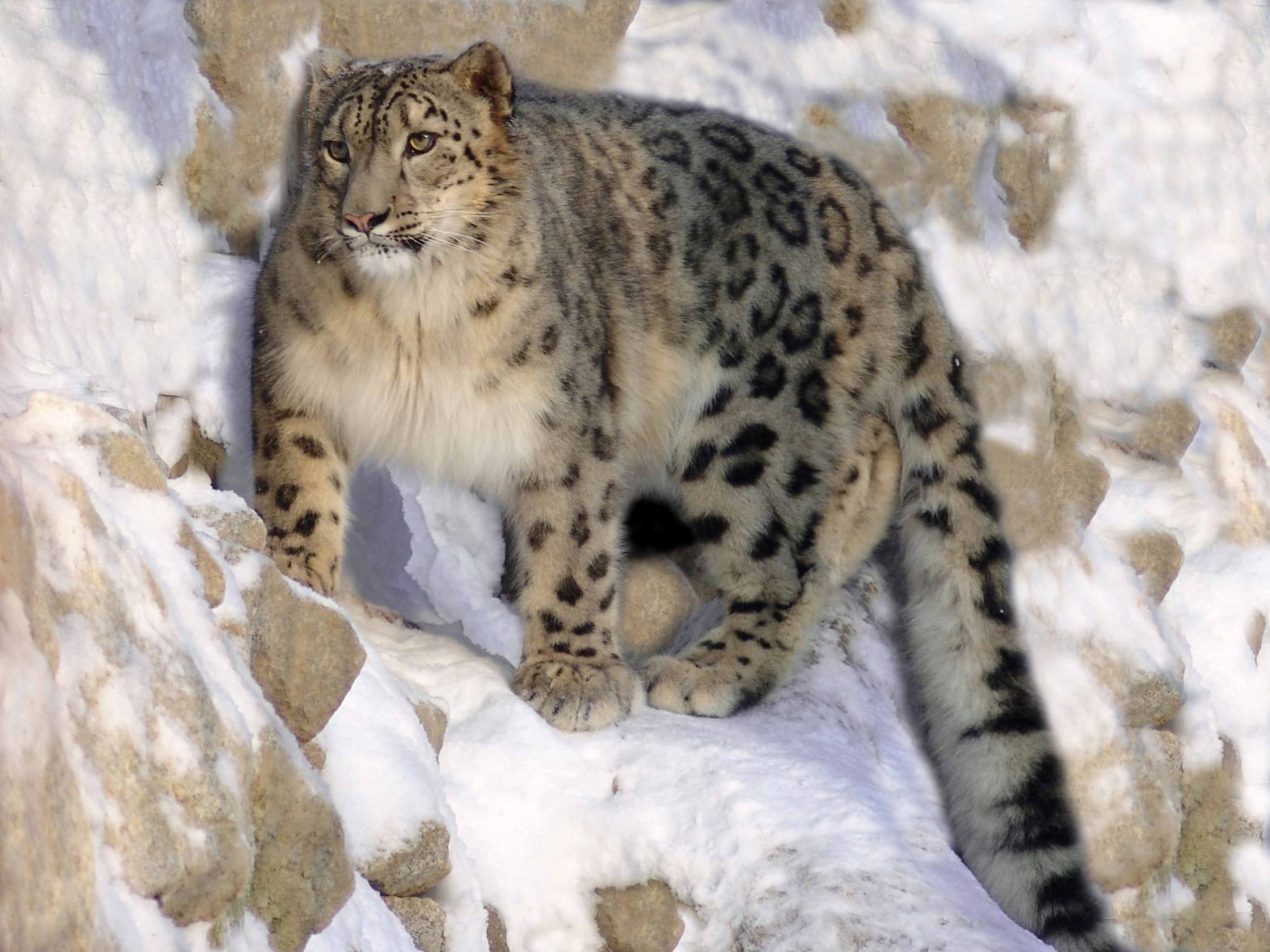
Leopardo de las nieves
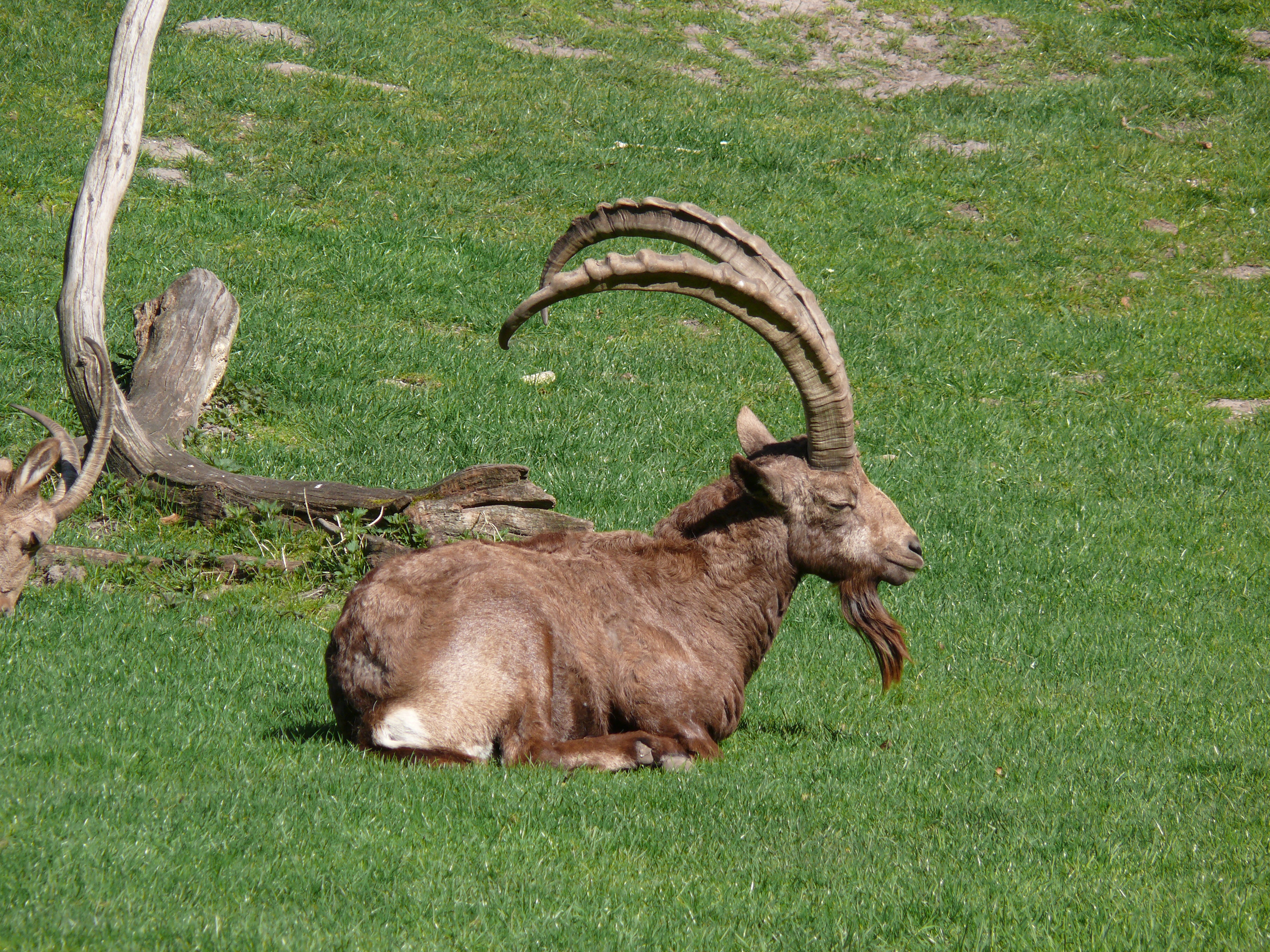
Yanghir
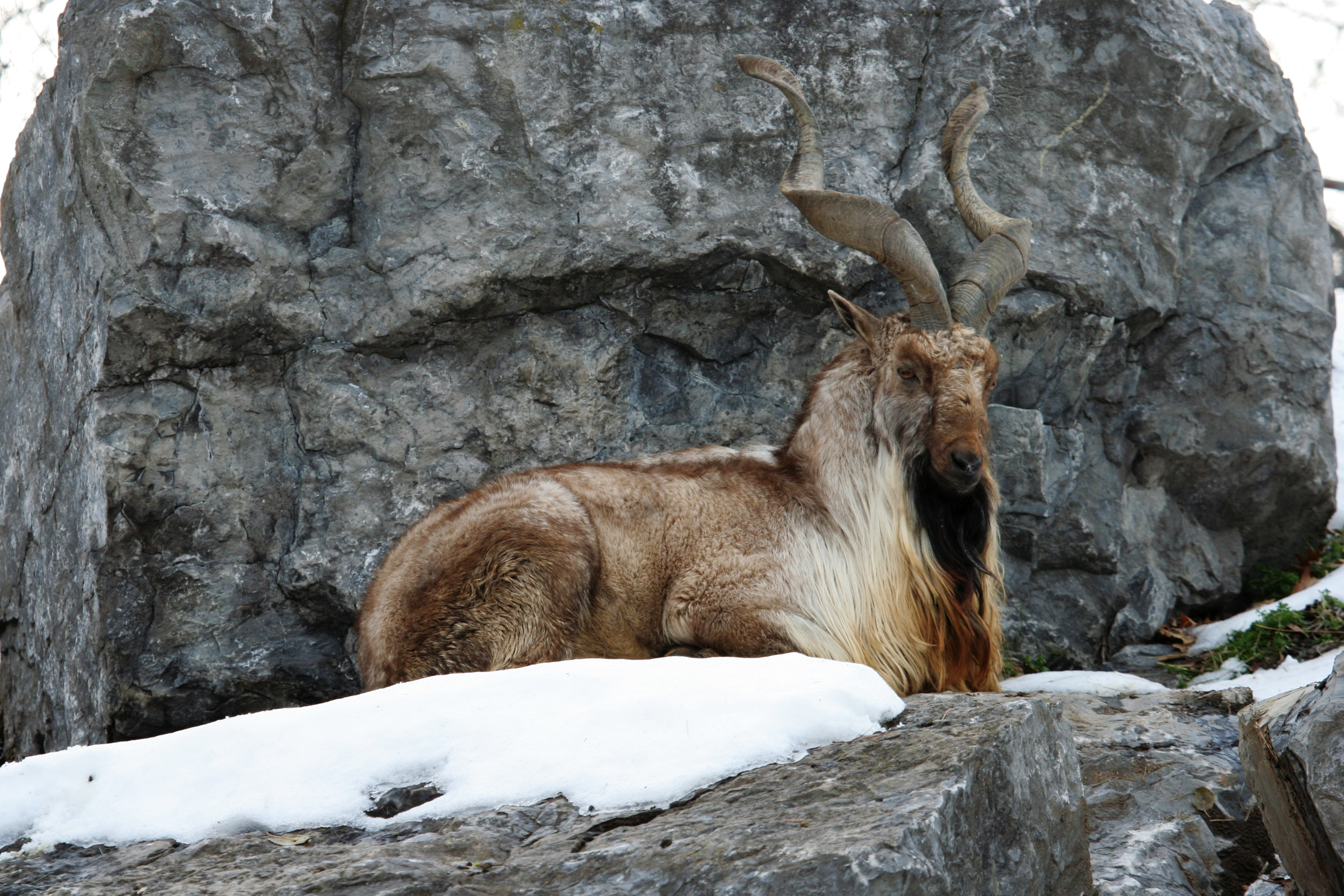
Marjor
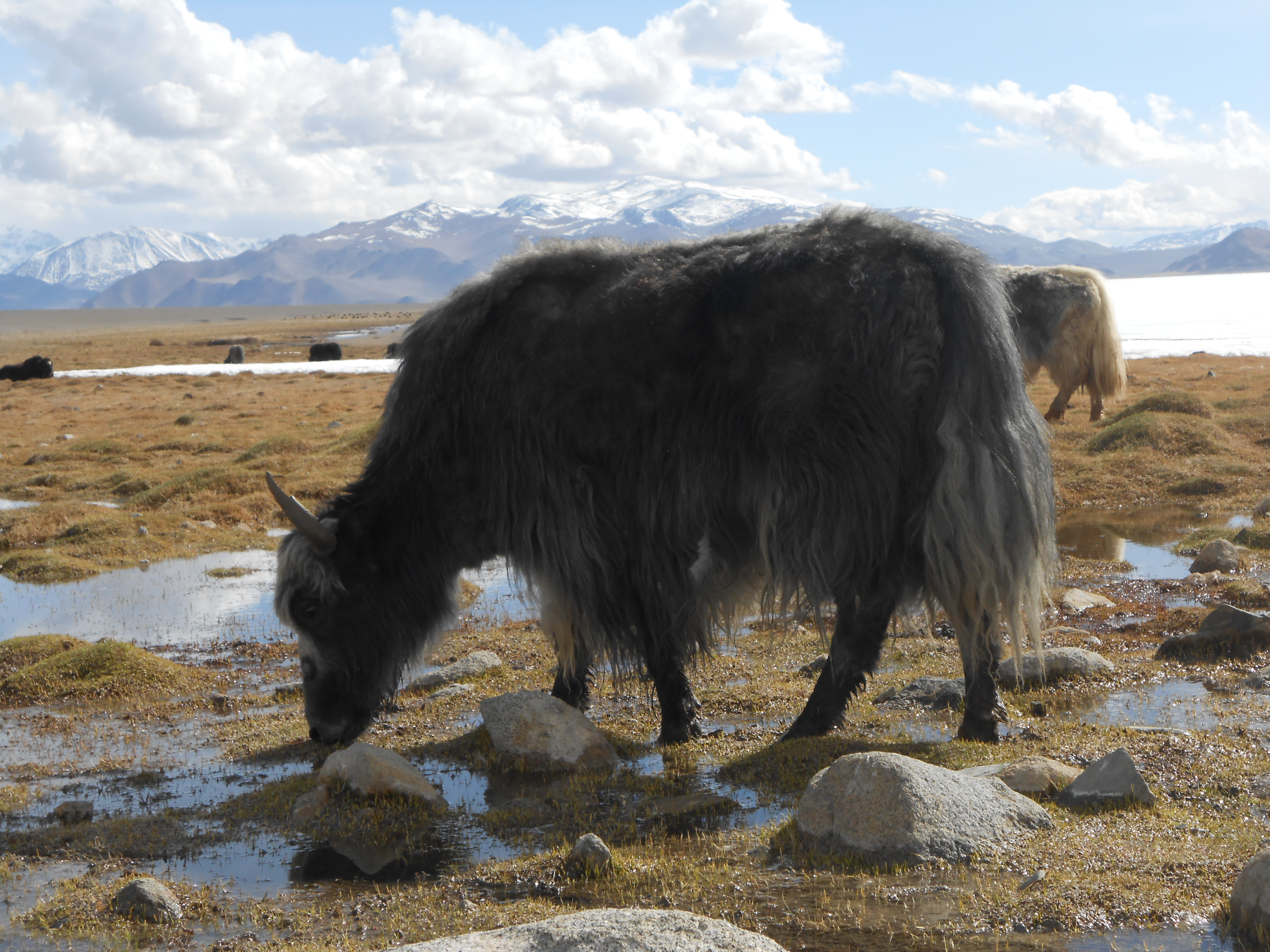
Yak en el lago Karakul
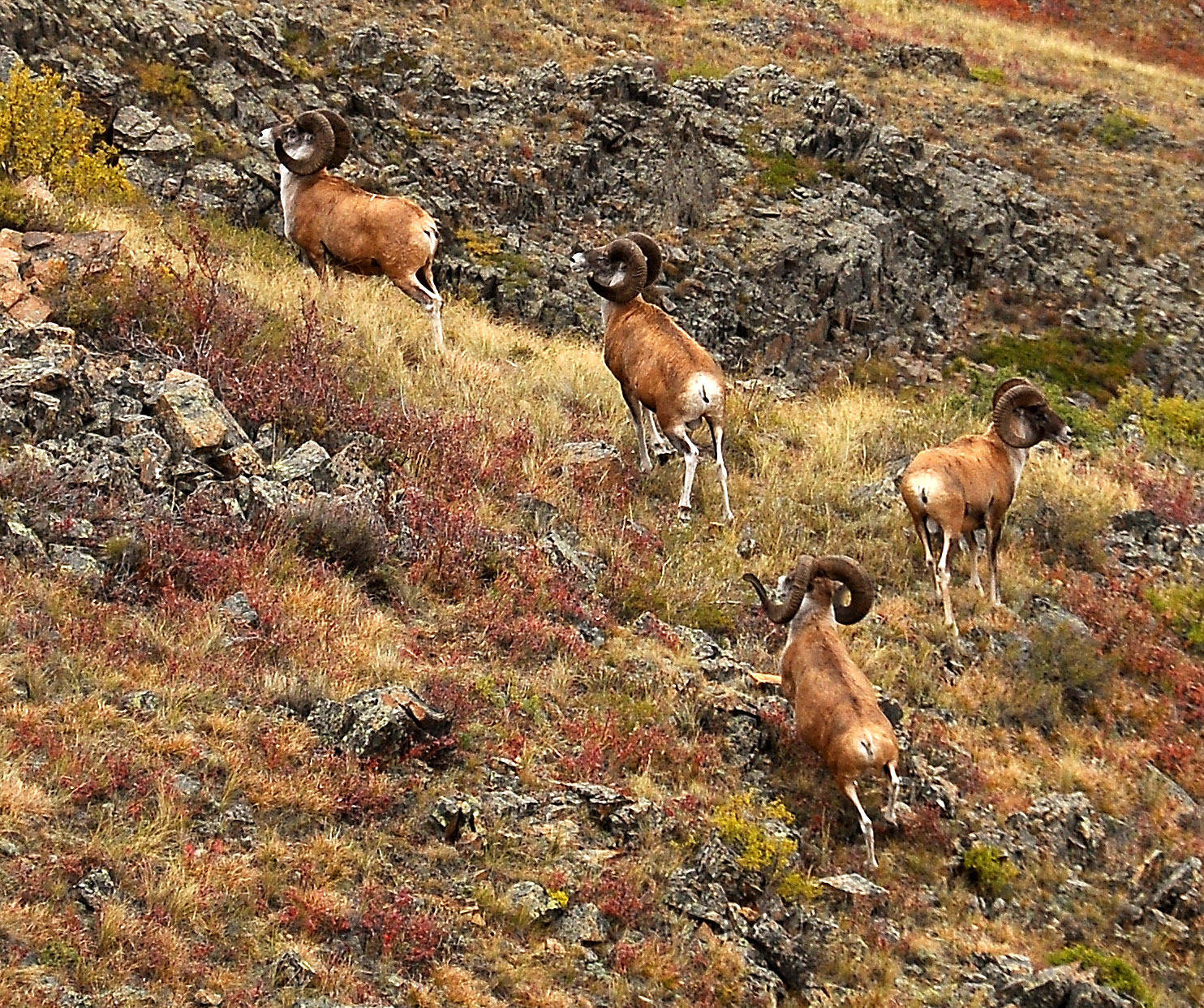
Argali de Marco Polo
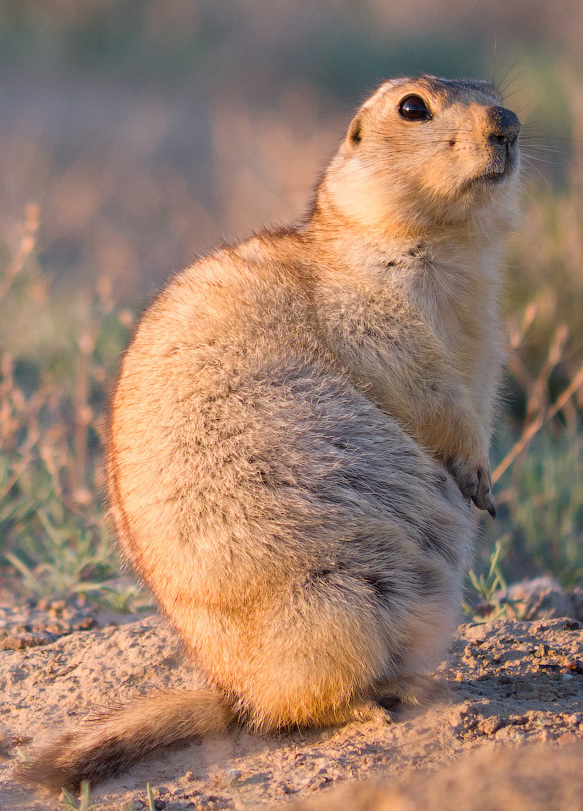
Marmota de cola larga

Entre las aves aparecen en la parte oriental del macizo la perdiz tibetana (Perdix hodgsoniae), la ganga tibetana (Syrrhaptes tibetanus), el picoibis tibetano (Ibidorhyncha struthersii), el gran cuervo tibetano (Corvus corax tibetanus), la alondra cornuda (Eremophila alpestris) y el buitre del Himalaya (Gyps himalayensis); la gaviota centroasiática (Larus brunnicephalus) y el ánsar indio (Anser indicus) también anidan cerca de los lagos a casi 4000 m de altitud mientras que el perdigallo tibetano (Tetraogallus tibetanus) prefiere las laderas rocosas;  la grajilla occidental (Corvus monedula) y el gorrión nival (Montifringilla nivalis) se han visto hasta a 6000 m de altitud. En la parte occidental están presentes el oropéndola india (Oriolus kundoo), el perdigallo himalayo (Tetraogallus himalayensis), la perdiz griega (Alectoris graeca), el alcaudón pardo (Lanius cristatus) y el monarca colilargo asiático (Terpsiphone paradisi). Además de estos, el Fondo Mundial para la Naturaleza  recensa 220 especies de aves, entre las cuales las más vulnerables o de especial preocupación, son el porrón pardo (Aythya nyroca), el pigargo de Pallas (Haliaeetus leucoryphus), el buitre negro (Aegypius monachus), el halcón sacre (Falco cherrug), la avutarda (Tetrax tetrax), la avutarda común (Otis tarda), la paloma del Turquestán (Columba eversmanni), la carraca europea (Coracias garrulus), el arrendajo terrestre de Xinjiang (Podoces biddulphi) y el zarzalero piquilargo (Locustella major).

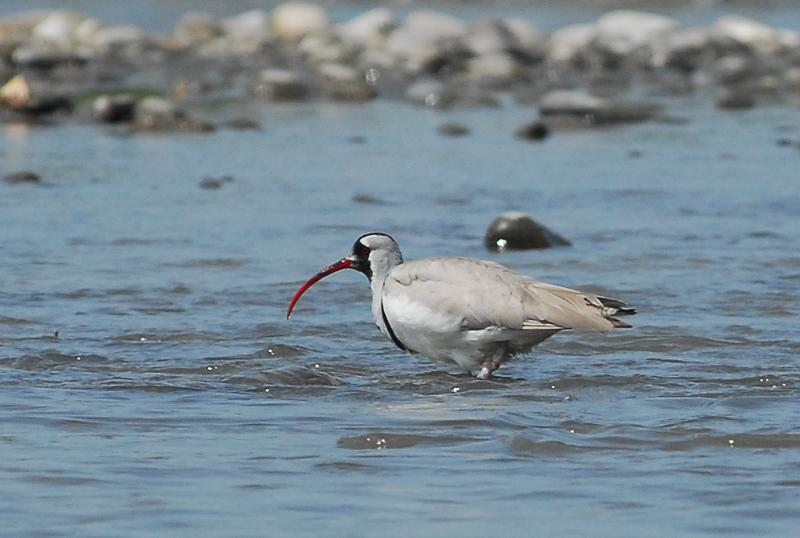
Picoibis tibetano.
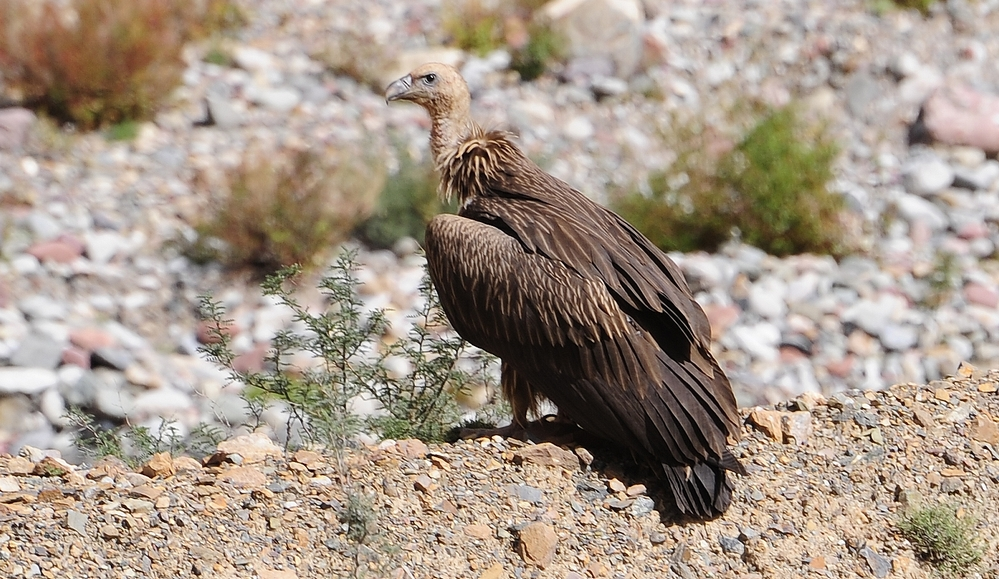
Buitre del Himalaya
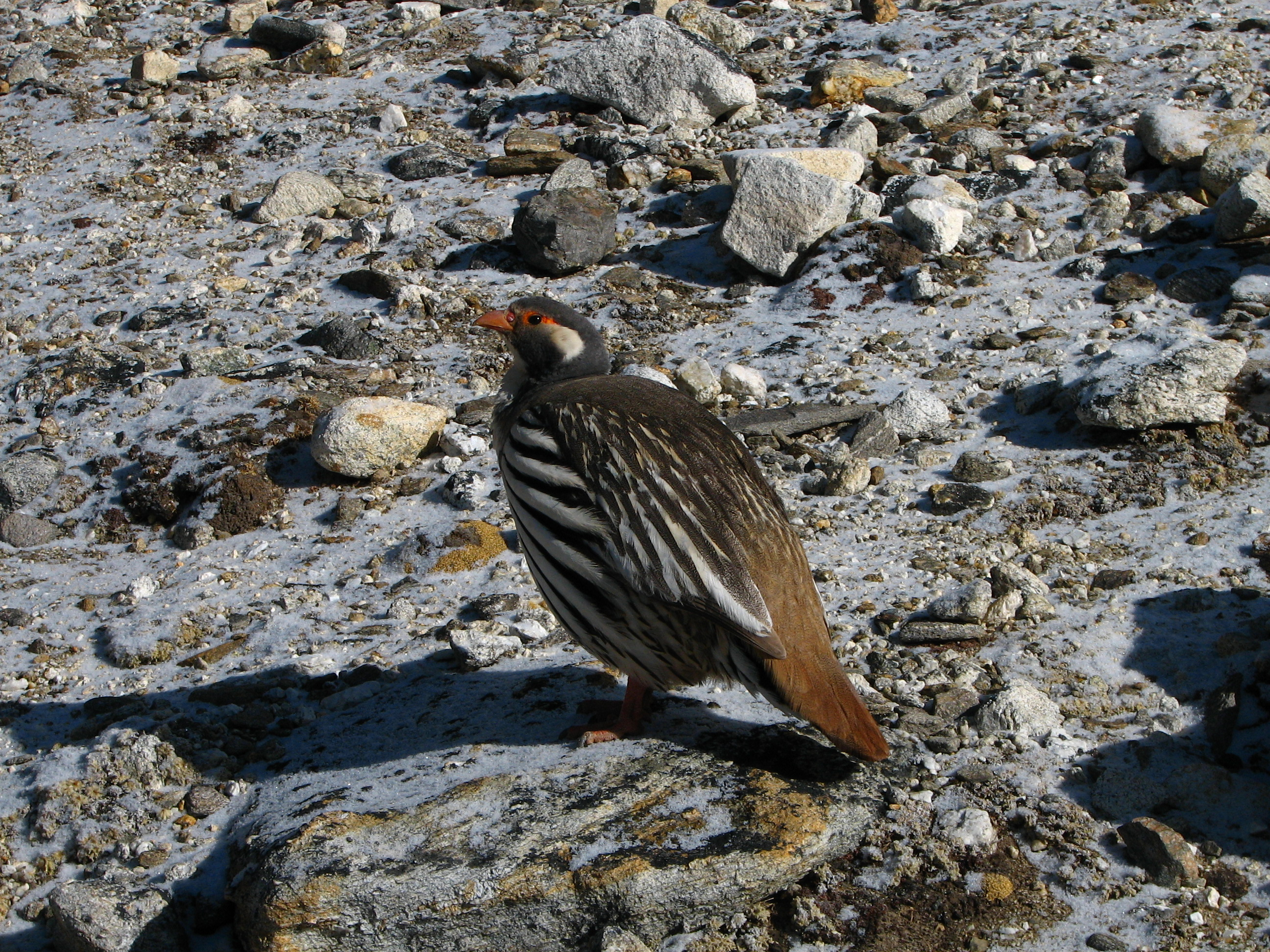
Perdigallo tibetano
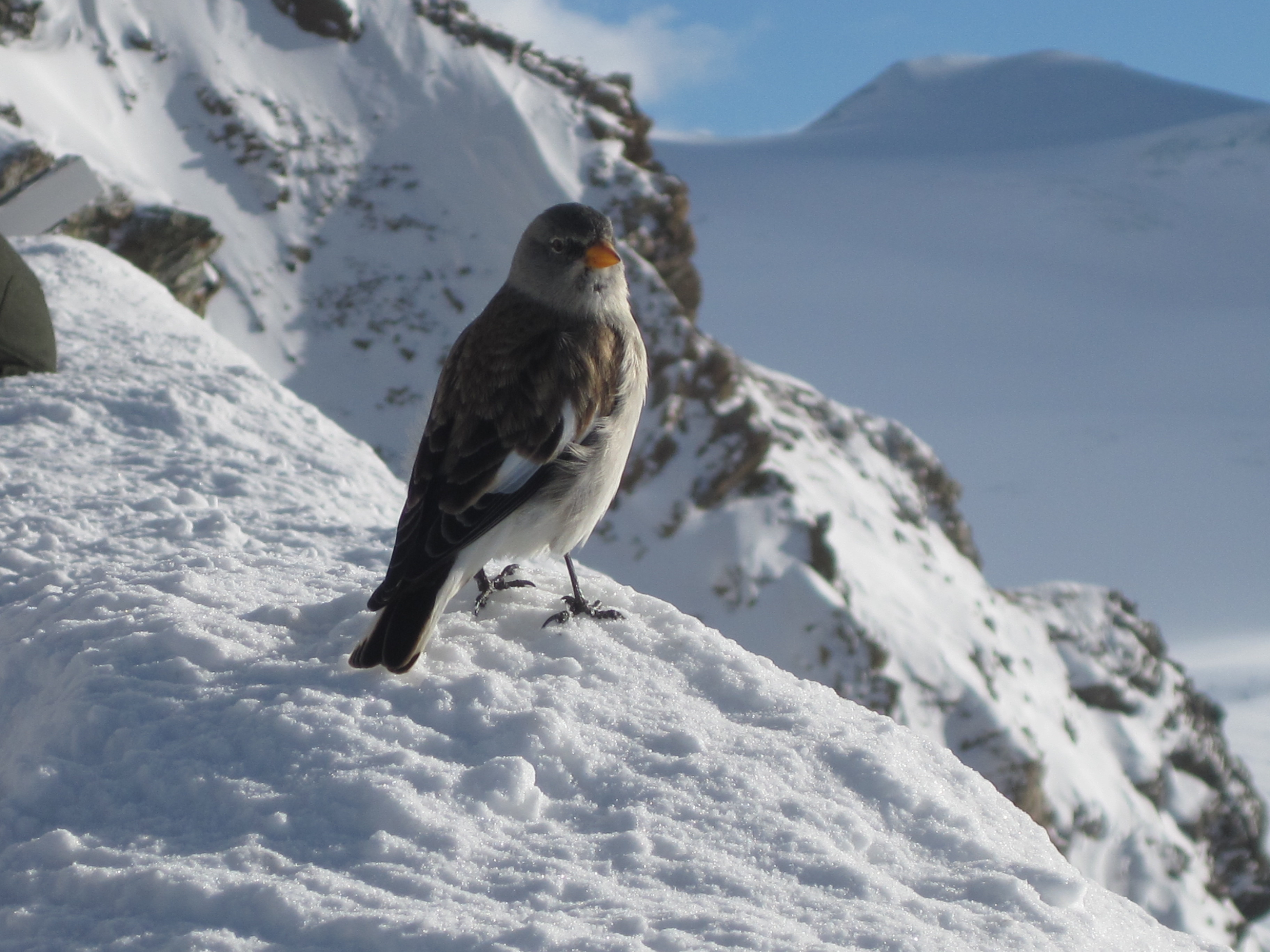
Gorrión nival
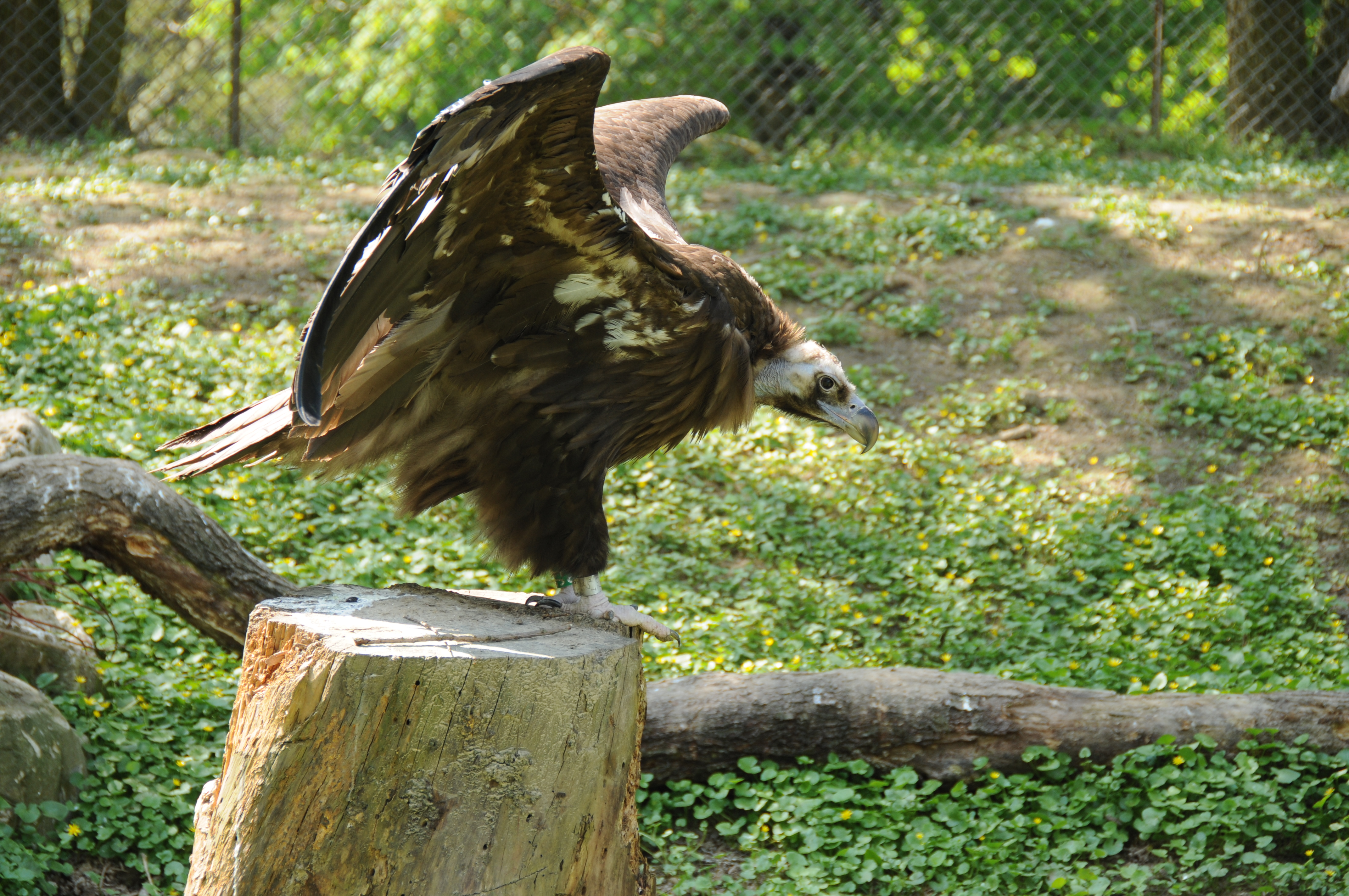
Buitre negro
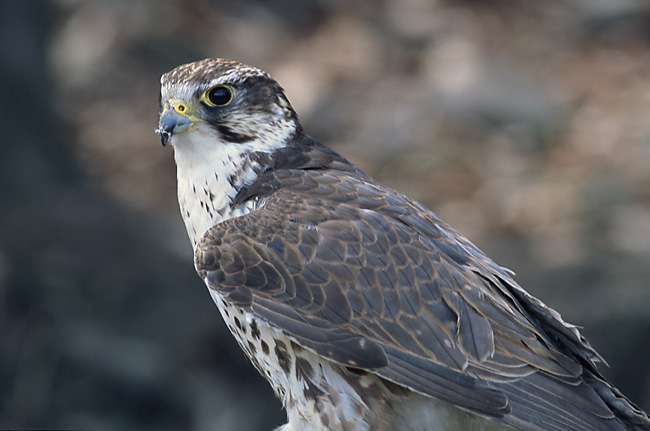
Halcón sacre

Se han identificado varias especies de reptiles, todos del orden de los escuamatos, a saber, Laudakia himalayana, Hemorrhois ravergieri, Elaphe dione, Natrix tessellata o culebra teselada, Naja oxiana, Eremias nikolskii, Ablepharus deserti, Asymblepharus alaicus, Scincella ladacensis, Gloydius intermedius, Gloydius halys o incluso Macrovipera lebetina.
Algunos anfibios se encuentran en los medios húmedos, representados por Pseudepidalea oblonga, Pseudepidalea viridis, conocida por sapo verde, así como Hynobius turkestanicus. Las únicas especies de peces que surcan los ríos al oeste del macizo, y los lagos, son Triplophysa stoliczkai, Nemacheilus lacusnigri, endémica del lago Kara-Kul, Schizothorax intermedia, Schizopygopsis stoliczkai, así como las especies alóctonas Coregonus peled y Carassius gibelio, introducida en 1967. Esta última se alimenta en particular de moluscos y de crustáceos, así como de larvas de quironómidos que habitan cuerpos de agua. Los cladóceros son representativos del zooplancton.
Se han visto mariposas no identificadas por encima de 5700 m de altitud en el glaciar Vitkovsky, un tributario del glaciar Fedchenko. Además ha sido atestiguada en las partes septentrional y oriental del macizo la presencia Parnassius autocrator, Parnassius charltonius, Parnassius staudingeri, Parnassius kiritshenkoi, Parnassius simo, Parnassius simonius, Parnassius jacquemontii, Parnassius actius, de Colias wiskotti, Colias marcopolo, Colias eogene, Colias cocandica, de Sphingidae sp., de Satyrinae sp., de Nymphalidae sp., de Lycaenidae sp. y de Hesperiidae sp. . Aphodius nigrivittis es una especie de escarabajo pelotero presente en los excrementos de los yaks. Entre los otros coleópteros se encuentran Bembidion pamirium, Bembidion pamiricola Conophyma reinigi es una especie de langosta endémica de las mesetas desérticas; Conophyma birulai, Sphingonotus caerulans, Sphingonotus rubescens, Sphingonotus mecheriae y Sphingonotus pamiricus son otras especies de 'ortópteros presentes en el Pamir. Anechura fedtshenkoi y Anechura bipunctata son dos especies de dermápteros. Odontoscelis fuliginosa, Carpocoris fuscispinus, Mimula maureri, Mimula nigrita, Corizus limbatus, Spilostethus rubriceps, Gonionotus marginepunctatus, Geocoris arenarius, Microplax interrupta, Emblethis verbasci, Stenodema turanicum, Chiloxanthus poloi, Saldula orthochila representan a los heterópteros. Finalmente, se encuentran en el macizo una gran cantidad de himenópteros y dípteros. La superficie de los glaciares también alberga arañas negras, cuya especie no ha sido descrito.

### Población

Mapa de los grupos étnicos de la región de Pamir.

El norte del Pamir, al igual que los montes Tian, está poblado por kirguises, un grupo étnico de lengua túrquica. Los poches, a veces nómadas, también están presentes en el sureste del macizo. y se distinguen de los kirguises de las llanuras bajo las apelaciones Burut, Kara-Kirghiz o Dikokamenni Kirghiz. Los miembros de estas tribus son criadores de yaks, de ovejas y de cabras.
Los tayikos, que tienen una lengua está muy próxima al persa, ocupan principalmente los valles occidentales en pequeños pueblos dispersos llamados kishlaks aunque se observa cierta presencia rusa solo en la aglomeración de Jorog, a 2200 m de altitud, en el seno del valle del Piandj, que constituye hasta Rushan la región con mayor densidad del macizo.  Estos tayikos de montaña generalmente tienen una tez clara y dicen ser descendientes de los antiguos guerreros del reino grecobactriano. Si bien la mayoría de los tayikos son musulmanes sunitas, las poblaciones de los Pamir son esencialmente chiitas iismailíes de obediencia nizarí que reconocen por imán al Aga Khan También hay en las montañas comunidades zoroastrianas aisladas. Los tayikos de los Pamir se dividen en seis grupos culturalmente similares: shugnanis, rushanis, bartangis, yazgouls, ishkashimis y wakhis. Cada valle tiene su propio dialecto. Los shugnanis, los rushanis y los bartangis, a los que se unen en particular los sarikolis del xian tayiko autónomo de Tashkurgán, son los únicos que hablan dialectos inteligibles entre ellos. El shugnani, por ello, se utiliza como una lengua franca, si bien se han llevado a cabo en las décadas de 1920 y 1930, sin éxito, intentos de normalización sobre la base de la escritura latina. Desde su reconocimiento en 1989, el trabajo sobre la transcripción al alfabeto cirílico ha estado en marcha en esas lenguas. Mientras tanto, el tayiko estándar de las llanuras se usa como lengua literaria. A mitad del siglo XX, unas 40 000 personas fueron identificadas como hablantes de una lengua del Pamir, cifra que aumentó a casi 100 000 a principios de la década de 1990. Fuera del shugnani, la situación de los dialectos del Pamir, algunos hablados por solo 1000 hablantes, se considera frágil. Además, los tayikos de las montañas, culturalmente similares a los del Pamir pero religiosamente y lingüísticamente cercanos a los de las llanuras, pueblan el oeste del macizo, principalmente el raion de Darvaz.

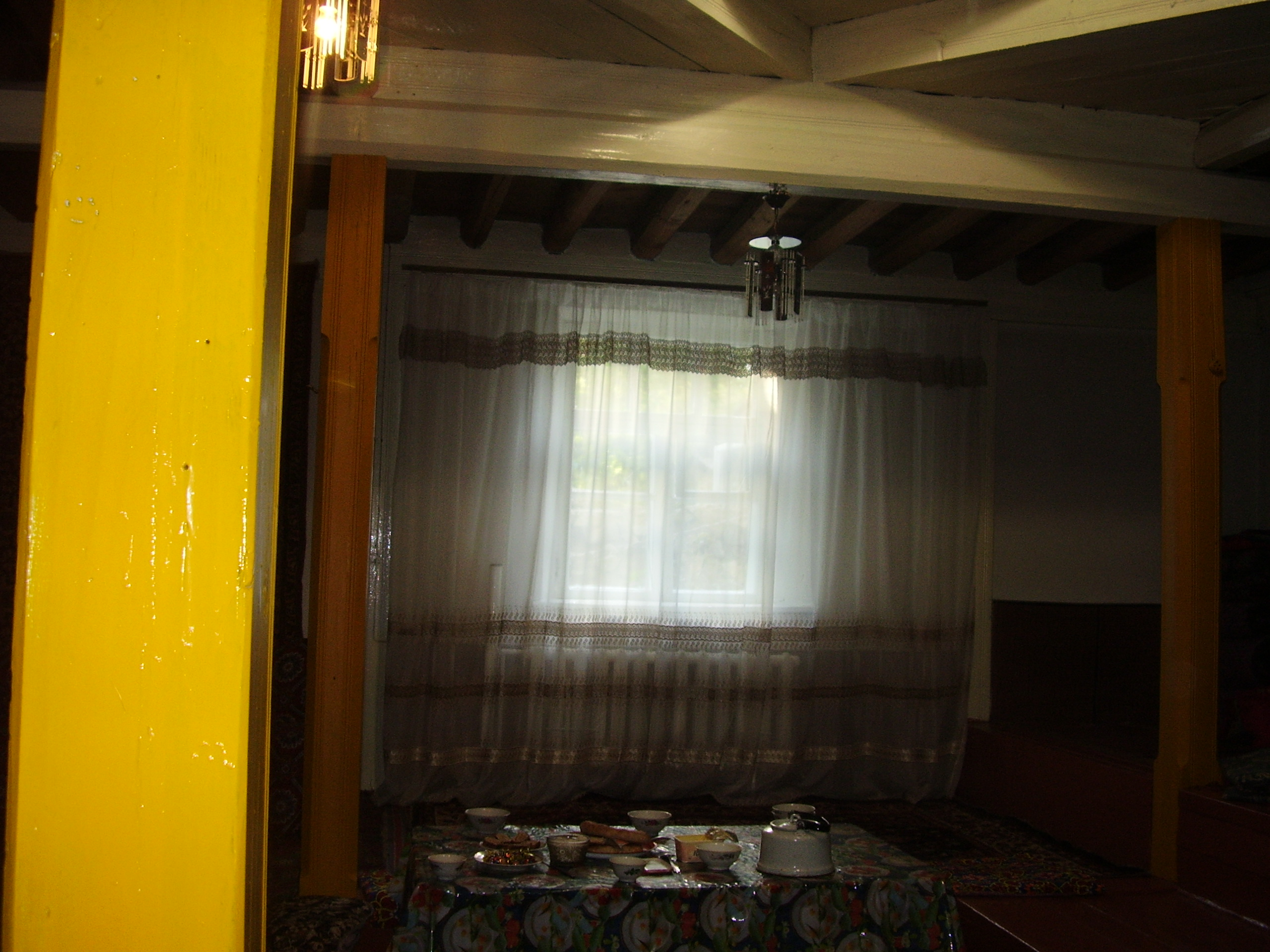
Vista del interior de una casa tradicional del Pamir.

El álamo se utiliza en la construcción y como leña. La típica casa del Pamir, localmente llamada chid, es un distintivo central de la cultura de la gente del Pamir. Incluye elementos indoarios especialmente zoroastrianos. Su arquitectura reposa sobre símbolos viejos que tienen 2500 años. Las paredes son de piedra y mortero; los techos son planos y permiten secar la madera y los alimentos. El interior ofrece dos piezas: una pequeña, para comidas en verano y para el descanso, que da acceso a una segunda mayor, organizada de acuerdo con tres niveles que tienen correspondencia con los tres reinos de la naturaleza (mineral, vegetal, animal) y los tres niveles de pensamiento (inanimado, vegetativo y cognitivo). Está sostenida por cinco pilares de madera que se corresponden con los cinco pilares y los cinco miembros de la familia de Ali, vinculados por sincretismo con los cinco dioses y diosas zoroastrianas. Dos vigas conectan dos pares de pilares, simbolizando los mundos material y espiritual. Otros grupos de vigas están presentes, incluidas seis alrededor del hogar que representan a los seis profetas del Islam o a las seis direcciones del universo zoroástrico, y otras siete para los primeros siete imanes o los siete astros principales conocidos (Sol, Luna, Mercurio, Venus, Marte, Júpiter, Saturno) o incluso a los siete Amesha Spenta. En el techo, un óculo formado por cuatro cuadrados de madera concéntricos superpuestos deja pasar la luz del día y simboliza los cuatro elementos. El interior combina los colores rojo y blanco, respectivamente, fuentes de vida y bienestar.
La artesanía, especialmente la tejeduría, juega un papel importante en la cultura local, así como la danza y la música tradicionales, tocadas en tamburas, rubabs, setors y riqs. El buzkashi todavía se practican en el distrito de Murghab. Los wakhis, que se llaman entre ellos xik, cultivan cereales y viven entre 2200 y 3500 m de altitud.

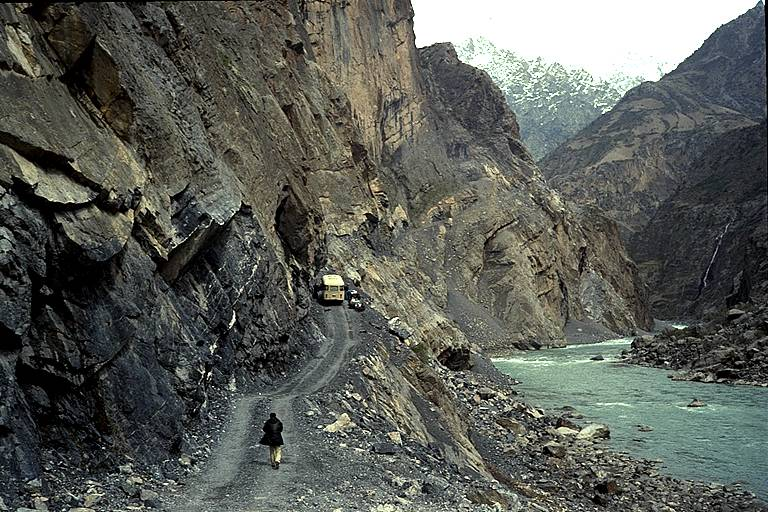
Vista de la carretera M411 en las gargantas del Piandj.

Varias de las carreteras más altas del mundo cruzan el Pamir. Entre ellas figura la carretera del Karakórum, entre la provincia pakistaní de Khyber Pakhtunkhwa y China, que culmina en el paso de Khunjerab a 4693 m de altitud. La segunda es la ruta M41, cuyo tronco se llama Pamir Highway (Pamirskii Trakt o «carretera o ruta del Pamir») en referencia a la anterior, pero también «ruta de la droga», a pesar de que no se abrió a extranjeros hasta 1998 y que los controles son frecuentes. Esta sección conecta Dusambé, en Tayikistán, con Osh, en Kirguistán, cruzando la provincia de Alto Badajshán culminado en el paso Akbaitalen a 4655 m de altitud. Esta última es la principal ruta de suministro para la región; entre Murghob y Jorog se alternan tramos de asfalto en mal estado y pistas en relativamente buenas condiciones. Después de esta última, el acceso al norte, descendiendo el curso del Piandj, y hacia el sur, dejando la M41 hacia Ishkashim, se realiza por una estrecha carretera reforzada. Los valles del Yazgoulem, del Vanch y del Shakhdara, son accesibles por carreteras en mal estado. El paso Kulma, en la frontera entre la República Popular China y Tayikistán a 4362 m de altitud, en la cordillera Sarikol, fue reabierto en mayo de 2004 y permite conectar la carretera del Karakórum con la M41 desde la segunda quincena de cada mes de mayo a noviembre.

## Historia

### Poblamiento y apertura al mundo

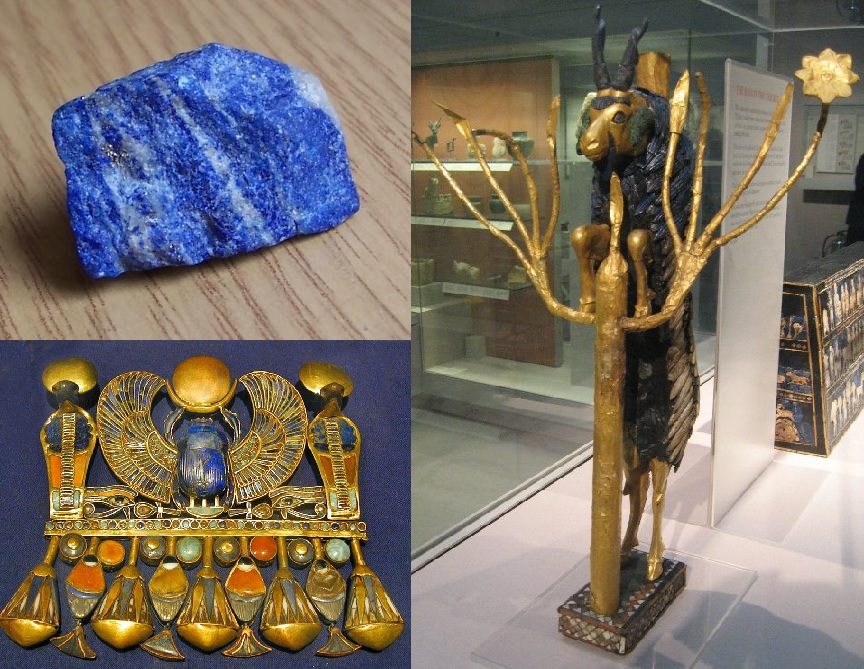
Vistas de una muestra de lapislázuli de Afganistán y joyas de los antiguos Egipto y Mesopotamia.

En la parte oriental del macizo se han descubierto cerca de cincuenta sitios de la Edad de Piedra.  Se han identificado además más de 10 000 petroglifos y pictogramas, que representan esencialmente símbolos y poemas religiosos y animales, algunos que datan del Paleolítico Superior. Trazas de carbón de leña de un hogar humano en el Pamir han sido científicamente datadas de hace 9500 años. En una cueva al sur de Murghab, a 4000 m de altitud, aparecen representaciones parietales del Neolítico, reconocidas como las de más altitud del mundo. Sin embargo, a diferencia de las montañas Tian, no se ha encontrado cerámica de ese período. Si se han encontrado kurganes —túmulos funerarios—en el valle del Aksu y son atribuidos a los sakas pero su antigüedad todavía se debate. Finalmente, se han desenterrado restos arqueológicos de tumbas recubiertas de troncos de madera en las altas mesetas del macizo oriental.
Lapislázulis procedentes del Pamir se encuentran en la época sumeria en Mesopotamia y en la civilización de Harappa en el III milenio a. C., y luego del I milenio  a. C. cuando en la Antigüedad las caravanas viajaban con piedras preciosas destinadas a los faraones egipcios. Más tarde, durante casi 2000 años, el macizo formó parte de la Ruta de la Seda, dejando las ruinas de las una vez imponentes fortalezas, aunque las secciones que lo cruzaban eran solo caminos secundarios y vertiginosos. La dinastía Han consiguió hacer la unión entre el Amu Daria y el Syr Daria a través del macizo. Los monjes budistas chinos cruzaban el Pamir durante sus viajes hacia la India, como Faxian, alrededor del año 400, y Xuanzang en la primera mitad del siglo VII. A pesar de sus altas montañas y de la aridez de la región, el macizo se consideraba una zona de paso relativamente fácil en comparación con los otros macizos circundantes.
Ni los gobiernos del reino grecobactriano, entre los siglos III y siglo II a. C., ni las dinastías chinas Han y Tang, ni la expansión del Islam bajo la dinastía de los Omeyas, entre los siglos VII y VIII, ni los tibetanos en el siglo VIII, ni el imperio mongol fundado por Gengis Khan a principios del siglo XIII, establecieron asentamientos permanentes en el Pamir. Sólo los descendientes del imperio aqueménida persa, los tayikos de Bactria y de Sogdiana, cuyo nombre significa «pueblo sedentarizado», permanecieron en el macizo desde el siglo II, mientras sufrían las diversas influencias posteriores..
Los primeros verdaderos testimonios de la historia regional son obra del explorador veneciano Marco Polo, con motivo del cruce de las montañas en 1273-1274 hacia Catay, es decir a la China, probablemente recorriendo el valle de Wakhan-Daria y Kashgar, siguiendo los pasos de Xuanzang. Hizo una descripción sumaria, pero única para la época: abordó la dificultad de los pasos de montaña a franquear, los paisajes y la geología, el clima, la fauna, las producciones agrícolas, las poblaciones, sus tradiciones y su religión. También informó de la existencia de yacimientos de rubís. Escribió:

Esta meseta se llama de Pamir, y durante doce jornadas no hay ningún poblado, y conviene que los viajeros lleven provisiones. No hay pájaros voladores por la latitud y el frío. El fuego no es tan claro como en otras partes por el frío intenso, y las cosas tardan mucho en cocer..
Viajes, Marco Polo

### Exploración y ocupación occidentales

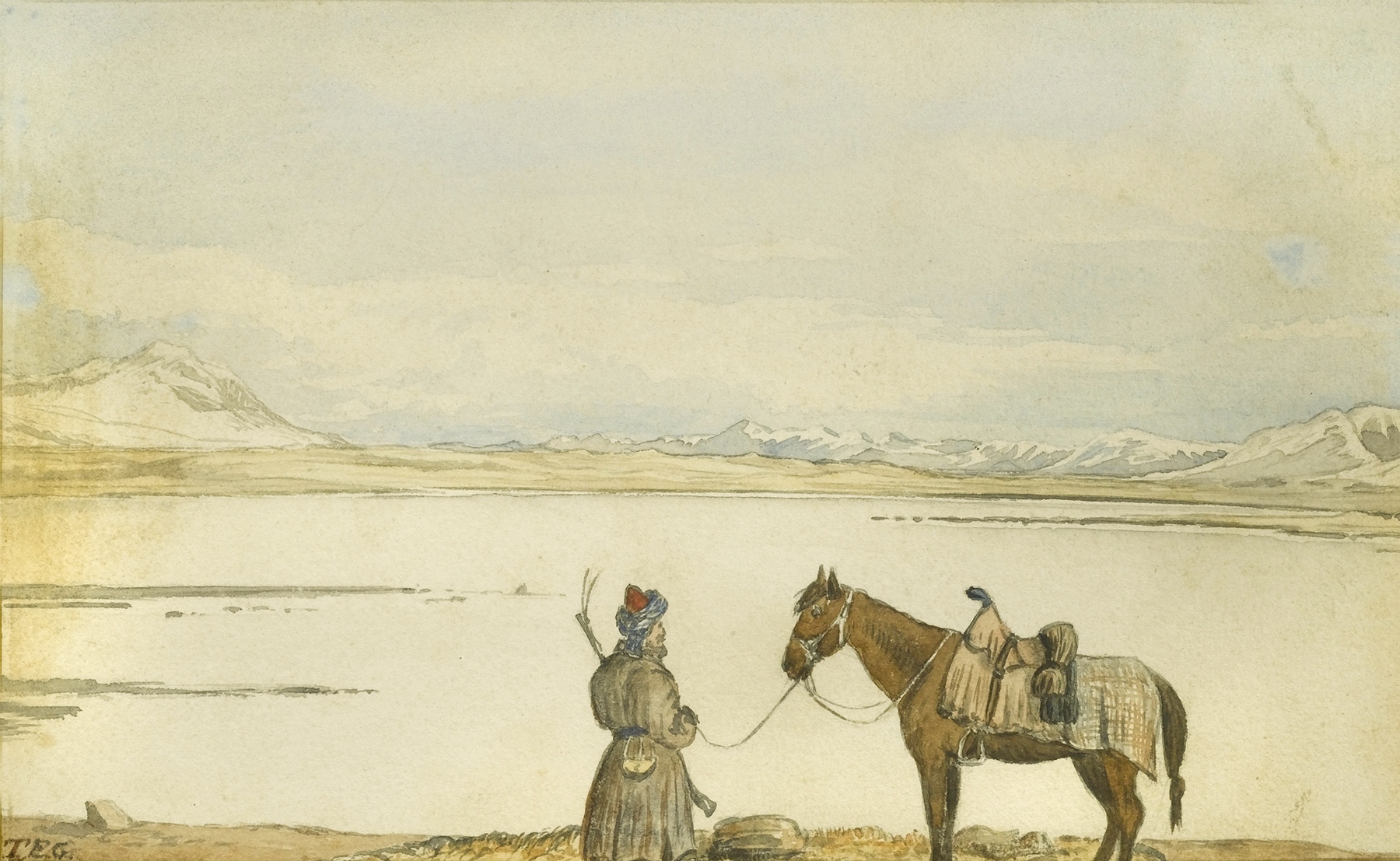
Pintura del oficial británico Thomas Edward Gordon que probablemente represente a un guía wakhi y el lago Zorkul en 1874.

Debido a la caída del Imperio timurída, las rutas de las caravanas se volvieron peligrosas y ningún europeo regresó allí antes de Bento de Góis en 1603, que no aportó ningún conocimiento realmente nuevo sobre la región.
Los kirguises investigaron el norte del macizo alrededor del siglo XVI, lo que no hicieron los mogoles llegados desde el sur. Incluso cuando en los siglos XVIII y XX los emiratos de Bujara y de Afganistán  tomaron el control de una parte del Pamir, fue sólo como soberanos de los señores locales que les pagaban tributos.
Hasta el último tercio del siglo XIX, el macizo, aparentemente pobre en recursos naturales y hasta entonces de un escaso interés geoestratégico, permaneció como un alejado lugar poco codiciado. 
En 1838 el teniente John Wood de la British Indian Navy fue enviado a buscar las fuentes del Oxus (hoy Amu Daria). Remontó el río Piandj y luego su afluente el río Pamir hasta alcanzar el lago Zorkul, llamado inicialmente en su honor lago Wood y luego lago Victoria hasta 1895. En 1841, escribió un informe titulado Viaje a las fuentes del Oxus, que le valió una medalla de la Royal Geographical Society. Sin embargo, pese a algunos descubrimientos geográficos, el informe tenía poco interés desde el punto de vista del conocimiento de las poblaciones del macizo. Dada la dificultad de estudiar el macizo, Thomas George Montgomerie propuso la idea, en 1863, de formar y utilizar los servicios de los autóctonos para cartografiar la región en el marco de la Great Trigonometric Survey El médico y explorador griego Panayotis Potagos cruzó el macizo en 1870.

### Problemas entre británicos y rusos: el Gran Juego
Alrededor de ese año 1870, el Pamir y los Karakórum se convirtieron en un área de tensión entre la India británica y el Imperio ruso, en ese momento en rápida expansión, en un conflicto apodado el «Gran Juego». Los rusos enviaban misiones de reconocimiento al norte y el centro del macizo, mientras que las poblaciones del sur fueron sometidas por las autoridades británicas. En 1873, los británicos y rusos acordaron establecer una frontera afgana a lo largo del río Panj. Los británicos intentaron persuadir a la dinastía Qing para que extendiese su territorio hacia el oeste, para enlazar con Afganistán, pero los rusos se les adelantaron y finalmente acabaron ocupando todo el macizo. Las fronteras se fijaron en 1895 al nivel del corredor de Wakhan, como se había sugerido desde 1873. El Imperio ruso se anexionó las posesiones del Emirato de Bujara en el macizo en 1904.
Entretanto, una segunda misión británica fue lanzada en 1874 desde Kashgar y estudió en particular la cordillera Sarikol, en los alrededores del Taxkorgan. A su vez los rusos, desde 1871 y hasta alrededor de 1893, montaron varias expediciones rusas militar-científicas que cartografiaron la mayor parte del Pamir (Alexei Pavlovich Fedchenko, Nikolai Severtzov, el capitán Putyata y otros). Más tarde fue visitado por Nikolai Korzhenevskiy. Varios grupos locales pidieron que Rusia los protegiera de los invasores afganos. Los rusos fueron seguidos por un número de no-rusos incluidos Ney Elias, George Littledale, el conde de Dunmore, Wilhelm Filchner y Lord Curzon, que fue probablemente el primero en llegar a la fuente Wakhan del río Oxus. En 1891 los rusos informaron al militar y explorador Francis Younghusband de que estaba en su territorio y más tarde acompañaron al teniente Davidson fuera de la zona ("Incidente Pamir"). En 1892 un batallón ruso de Mijaíl Ionov entró en la zona y acampó cerca de la actual Murghob. En 1893 se construyó una fortaleza adecuada allí (Pamirskiy Post). En 1895 su base fue trasladada a Jorog frente a los afganos.
En los años 1880-1890, el conocimiento aumentó de nuevo, gracias al trabajo realizado de forma independiente por Younghusband y Curzon, pero los rusos los expulsaban regularmente. El explorador francés Gabriel Bonvalot, acompañado por el pintor Albert Pépin (que hizo muchos bocetos), y por el naturalista luxemburgués Guillaume Capus, así como por el ruso Bronislav L. Grombtchevsky que lo secundó, cruzaron el macizo desde Och, en las montañas Alaï, hasta el Hindu Kush en 1887. Su compatriota Henri Dauvergne hizo lo mismo al año siguiente y, en particular, llegó, a su vez, a las fuentes del Piandj. Los daneses, juzgados neutrales por los rusos, fueron autorizados a lanzar dos expediciones dirigidas por Ole Olufsen entre 1896 y 1899. Los conocimientos acumulados se encuentran entre los más significativos de la región en ciencias naturales, humanas y sociales.

### Ocupación rusa
En el año 1910, ya como coronel, Piotr Nikoláyevich Krasnov recibió el nombramiento como comandante del Primer Regimiento Siberiano, ubicado en la región. Las primeros expediciones de carácter verdaderamente científico del siglo XX sucedieron bajo la dirección de Willi Rickmer Rickmers. La primera, en 1913, fue austro-germana, enviada por instigación de los clubes alpinos de los dos países. En esa ocasión, Rickmers tomó, sin saberlo, la primera fotografía del punto más alto del Pamir, el pico Ismail Samani. La segunda expedición, germano-soviética, fue enviada al corazón del macizo en 1928. Rickmers estaba acompañado por Nikolai Petrovich Gorbunov. Durante esa expedición, Karl Wien, Eugene Allwein y Erwin Schneider aprovecharon para hacer el primer ascenso del pico Lenin, desde la cara sur. También las áreas ignotas alrededor del glaciar Fedchenko fueron cartografiadas.

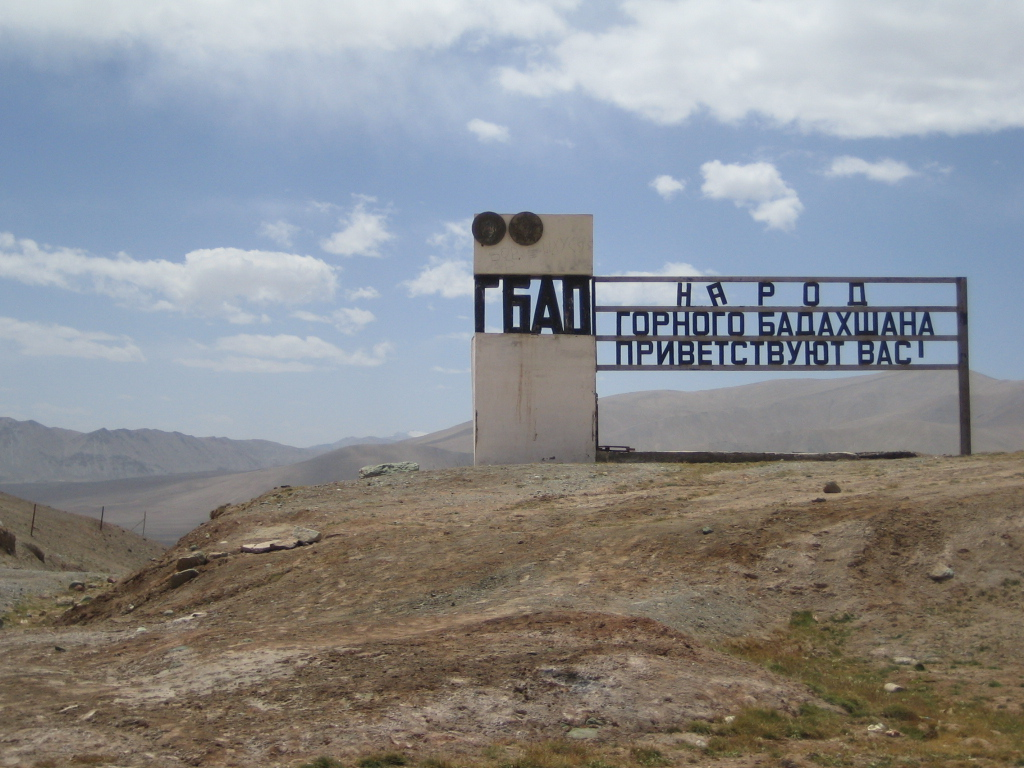
Vista del monumento en la frontera entre Kirguistán y Tayikistán en la ruta M41 deseando la bienvenida a las montañas Pamir; el registro en ruso indica que «los habitantes del Alto Badajshán os acojen».

A pesar de la revolución de Octubre de 1917 y de una renegociación de los tratados y alianzas, el Pamir cayó poco a poco en el olvido occidental. Ese aislamiento se reforzó en 1929 cuando fue establecida en la URSS la República Socialista Soviética de Tayikistán y los habitantes de las montañas fueron llamados a trabajar en los campos de algodón en el suroeste. Después de la construcción de la ruta M41 en 1931 destinada a romper el aislamiento del macizo, otras misiones soviéticas siguieron en la década. Poco antes de la Segunda Guerra Mundial, se construyeron en la parte oriental del macizo las primeras aldeas permanentes, en las afueras de Murghob, entonces conocido como el Pamirsky Post desde su fundación en 1893. La apertura de escuelas y el establecimiento de kolkhozes (granjas colectivas) pueden explicar esa sedentarización.
Después de la guerra, Vladimir Ratzek fue el responsable de cartografiar el Pamir, que permanecía entonces en gran parte inexplorado. A la cabeza de varias expediciones militares, aprovechó la oportunidad para escalar los picos más altos del macizo, especialmente los tres de más de 7000 m de altitud. Los helicópteros aparecieron en los años 1950, y facilitaron el desarrollo del montañismo. En 1962, Anatoly Ovtchinnikov y John Hunt lideraron una expedición británico-soviética al pico Garmo, durante la cual Wilfrid Noyce —miembro de la primera expedición al Everest en 1953 con Hunt— y Robin Smith cayeron mortalmente durante el descenso. Los crampones de los británicos no estaban adaptados a la nieve suave e inestable del Pamir. La cordada se deslizó y no pudo detener la caída, chocando con un montón de hielo y desapareciendo en un acantilado de 800 m de altura. Sus compatriotas decidieron enterrarlos en el lugar del accidente. En 1969, para conmemorar el centenario del nacimiento de Lenin, se organizó en el pico Lenin el congreso internacional de montañismo.  Fueron invitados miembros de trece países para unirse a los soviéticos y participar en una expedición multitudinaria, pero muchos de ellos carecían de experiencia. Rápidamente, los escaladores se desorganizaron, hubo abandonos y accidentes, uno de ellos mortal, y la celebración se tornó dolorosa; a pesar de todo, de los cien participantes, 86 alcanzaron la cumbre entre ellos 30 extranjeros. En 1974, una cordada compuesta por ocho mujeres escaladoras se mató durante una tormenta cuando se encontraban cerca de la cumbre. En 1990 una avalancha provocada por un terremoto cayó sobre el campamento II y mató a 43 montañeros europeos y rusos. Solo uno de ellos escapó; fue el accidente más mortal en la historia del alpinismo.
Hubo que esperar hasta la perestroika, a finales de la década de 1980, para que los pamires fueron autorizados a regresar a su región, reconstruyendo sus pueblos en ruinas y volviendo a cultivar las 4000 hectáreas de tierra que quedaron en barbecho de las 16 000 hectáreas de tierra cultivable.  La guerra afgana de 1979 a 1989, durante la cual el macizo sirvió como base trasera secundaria para los combatientes, pero especialmente la guerra civil tayika de 1992 a 1996, que vio a los pamirios reclamar una parte autonomía frente al poder comunista central, hundieron de nuevo al Pamir en una zona de tensión. Las pocas vías de acceso fueron destruidas. Mientras tanto, sin embargo, se han lanzado proyectos de estudio, en particular por la Universidad de las Naciones Unidas, de acuerdo con las Academias de Ciencias, para apoyar el desarrollo del macizo. Se hacen propuestas para proteger el patrimonio natural y promover el ecoturismo.

## Actividades
La población del Pamir obtiene sus ingresos de una economía de subsistencia, basada en la cría de animales y en una agricultura autosuficiente, y de actividades ilegales como el tráfico de drogas o la caza furtiva. El turismo apenas logra desarrollarse a largo plazo y el medio ambiente permanece relativamente preservado debido tanto al aislamiento del macizo como a la creación de varias áreas protegidas.

### Economía

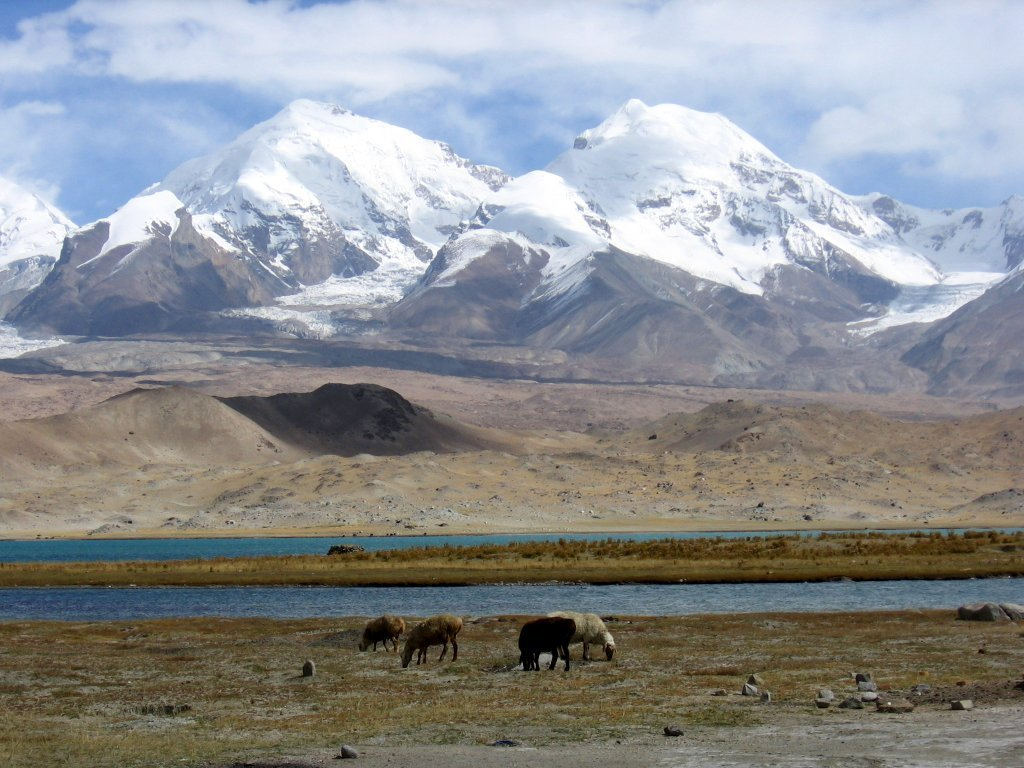
Vista del lado chino del Pamir, con la cordillera de Kashgar en el fondo.

La cría de ovejas en las praderas de las tierras altas sigue siendo una fuente esencial de ingresos para la región. Su lana se usa en particular para hacer djuraby, calcetines o medias —de media altura a largas— tejidas con tres agujas por las mujeres de acuerdo con unas costumbres precisas, con patrones a la vez tradicionales y únicos; la lana se tiñe con tintes obtenidos removiendo un hilo en infusiones de plantas. El yak, que es originario del Tíbet y localmente se llama kuta, puede pesar hasta 500 kg y se cría por su carne y por su leche que se usa para producir crema y yogur. Su lana y su piel se utilizan para hacer vestimentas y otros utensilios. La fermentación de sus boñigas produce combustible. Es usado en agricultura como una bestia de carga, ya que es capaz de arrastrar cargas pesadas, cruzar arroyos y sobrevivir en la alta altitud.
La pesca tiene un gran potencial de desarrollo en los lagos del Pamir. La especie Schizopygopsis stoliczkai representa casi todas las capturas de peces, a los que se añaden Schizothorax intermedia y Carassius gibelio. Los rendimientos son muy variables debido a los medios artesanales utilizados y a la explotación irregular. A finales de la década de 1990, 180 toneladas de pescado eran extraídas por año, incluyendo 65−94 toneladas solo en el lago Yashilkul, siendo el lago Turumtaikul el más productivo con 34−40 kg por hectárea y capturas promedio de más de ocho kilogramos. La introducción de la especie Coregonus peled podría aumentar significativamente la producción.

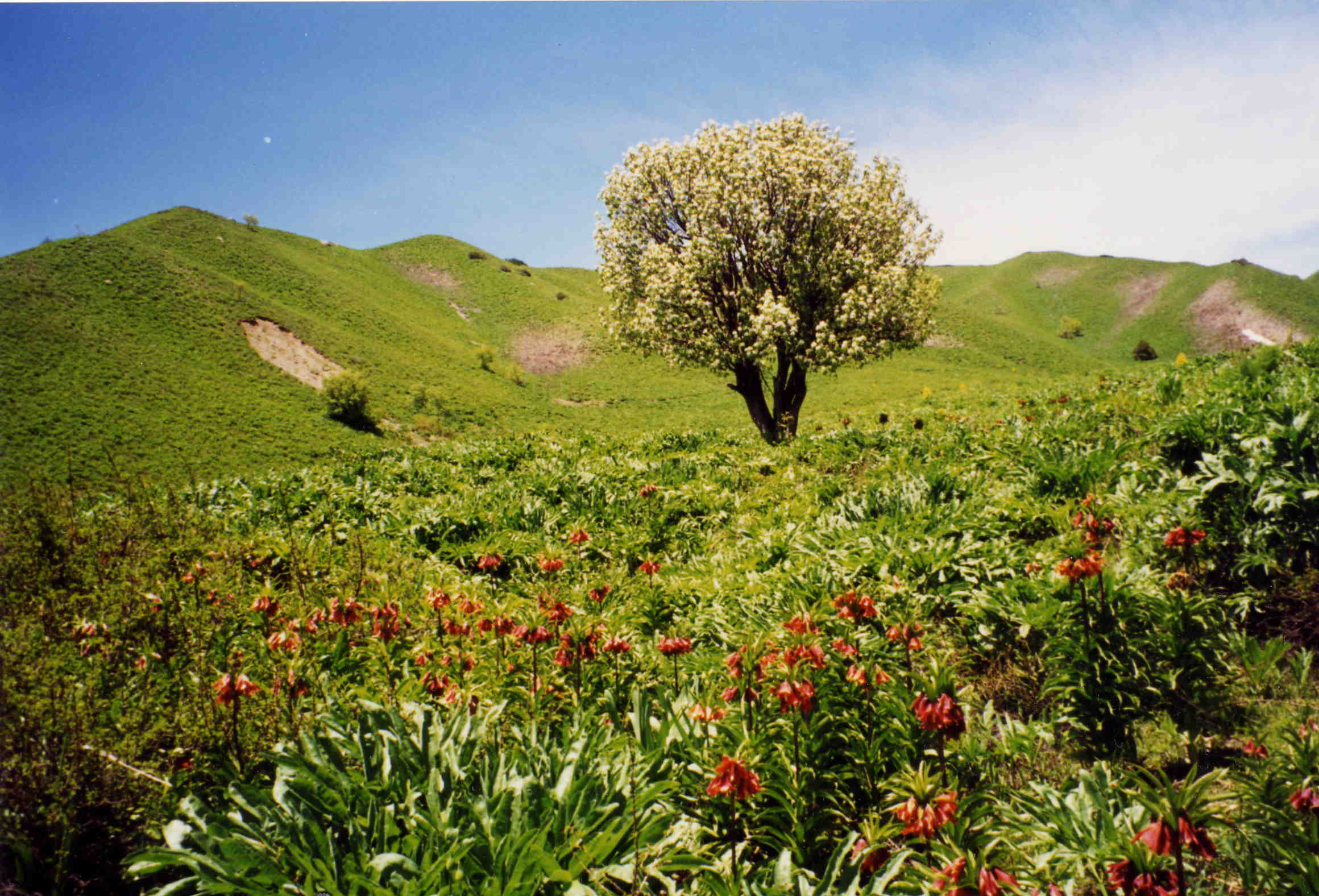
Vista de los piedemontes occidentales en primavera.

En los conos de deyección y en las terraza aluviales donde se alzan los pueblos, bien drenadas,  se cultivan vides, albaricoqueros, manzanos, perales, nogales y morera.. Las condiciones climáticas permiten una sola cosecha anual de cebada, de trigo, de patata, de frijol y guisante. Las poblaciones dependen en gran medida del riego, especialmente en los valles y mesetas más áridos de la parte oriental. El agua se desvía desde las regiones más rociadas o se obtiene de la nieve derretida y de los glaciares. En Tayikistán, desde la independencia, la agricultura se ha convertido nuevamente en un cultivo alimentario  para contrarrestar el 85% de las importaciones de alimentos. La adormidera (Papaver somniferum) y el cáñamo (Cannabis sativa) se cultivan de forma ilegal. Se adaptan bien a las condiciones áridas y a los suelos congelados. La amapola apareció en el siglo XIX y fue erradicada por los soviéticos en los años 1940. Desde la independencia deTayikistán, las plantas narcóticas han reaparecido aprovechando las fronteras porosas y la facilidad de conservación, haciendo de esta actividad una ganancia financiera inesperada en el Pamir. La turba obtenida a base de plantas llamadas localmente teresken reemplaza a veces al estiércol animal en la producción de combustible. Debido a la escasez y al aumento de los precios de importación del carbón y del fuelóleo después de la independencia de Tayikistán, así como a la falta de desarrollo de las energías renovables, el teresken a menudo se utiliza como último recurso directamente como combustible, lo que ha llevado a una desertificación en la parte oriental del macizo en los últimos veinte años.
El oeste del macizo, especialmente el valle del Shugnan y los adyacentes, presenta filones de lazurita (localmente llamada ljadshuar) y yacimientos de rubíes que han sido explotados respectivamente desde la Antigüedad y la Edad Media. Entre 500−1000 kg de lapislázuli eran habitualmente extraídos en un mismo día a finales del siglo XIX. Los filones fueron nuevamente explotados entre 1972 y principios de la década de 1990. También se extrajeron hulla y lignito en pequeñas cantidades en el oeste y el centro del macizo. El azufre, salitre, la sal y el mármol podrían explotarse de manera rentable si se desarrollaran las infraestructuras.
Es destacable el considerable potencial de energía hidroeléctrica y hay modestas reservas de petróleo, uranio, mercurio, carbón pardo, plomo, zinc, antimonio, wolframio, platay oro.
La industria está muy poco desarrollada, con producción de aluminio fundido, zinc, plomo, productos químicos y fertilizantes, cemento, aceites vegetales, herramientas mecanizadas para cortar metales, refrigeradoras y congeladoras.

### Turismo

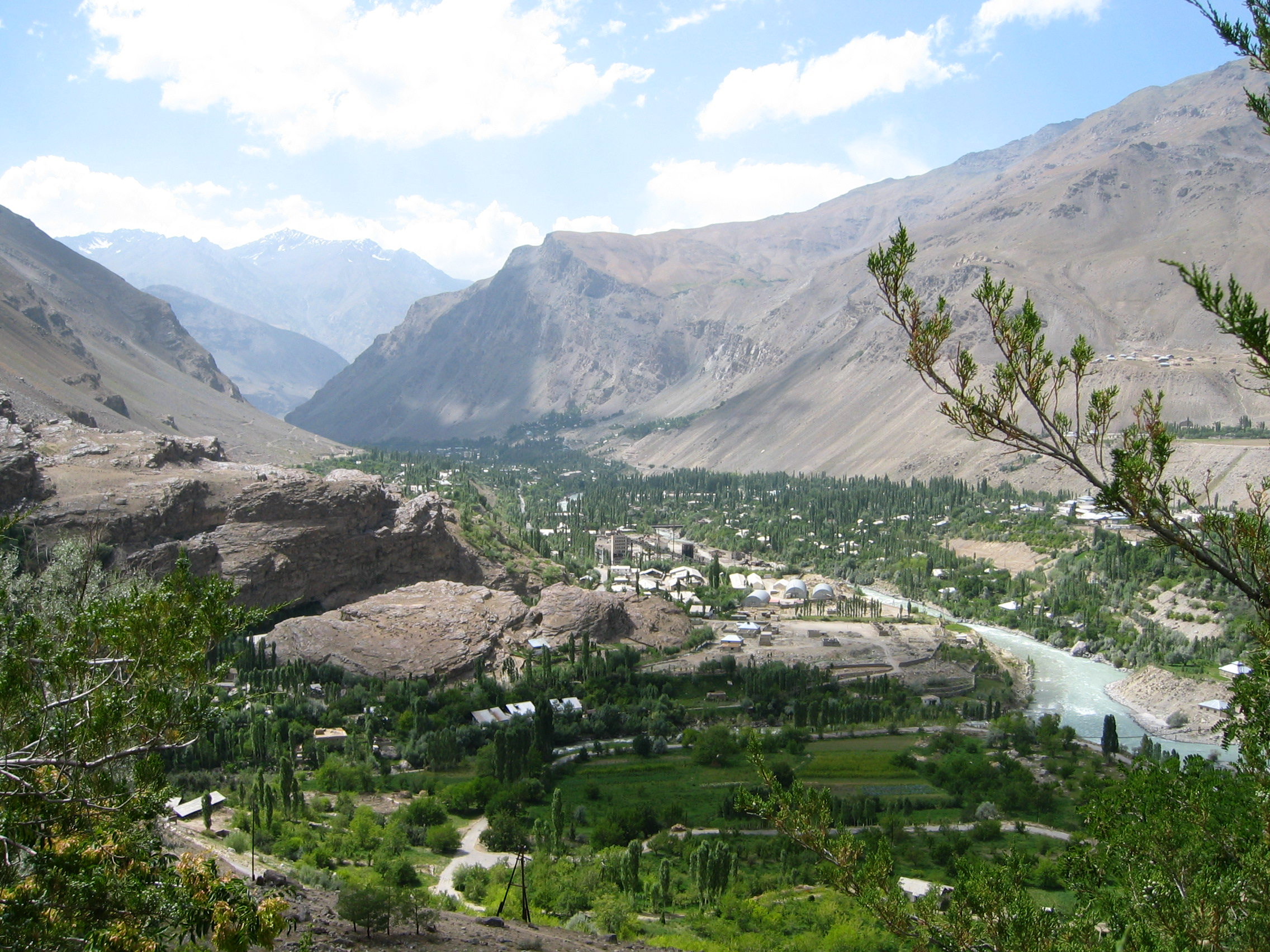
Vista de Jorog, capital del Alto Badajshán y principal centro de turismo de los Pamir en Tayikistán.

El acceso al corazón del macizo se hizo posible en la segunda mitad del siglo XX. En 1978, más de 300 pasos o collados de montaña ya habían sido franqueados y listados por las asociaciones de senderismo, estando el más alto a 5970 m sobre el nivel del mar, el paso Zimovstchikov entre el glaciar Fedchenko y uno de sus tributarios, el glaciar Vitkovsky, en 1959. La práctica de este deporte realmente despegó en el Pamir a finales de los años ochenta y principios de los noventa. Al mismo tiempo, los picos altos del macizo son escalados por 200 a 400 montañeros, principalmente rusos, cada mes de julio. La guerra civil de 1992 a 1996 en Tayikistán frenó este desarrollo turístico.
Desde la década de 2000, el macizo se ha abierto al turismo internacional, aunque se requiere un permiso especial y se pagan tasas a las autoridades tayikas. En 2003, 1500 trekkers, principalmente occidentales, fueron recensados por la agencia nacional de turismo; en 2006, poco más de 1000 personas llegaron a la oficina de turismo de Jorog. Esta ciudad alberga el segundo jardín botánico de más altitud del mundo. La Agencia Sayoh tiene la responsabilidad de hacer que la población local obtenga beneficios económicos, pero ha sido criticada por las dificultades que enfrenta a las empresas privadas. Asociaciones, fundaciones e instituciones nacionales, extranjeras y transnacionales han sostenido los esfuerzos de desarrollo de apoyo transnacionales. A pesar de todo, el ecoturismo lucha por seducir a los turistas, solo el 10% de ellos han visitado el parque nacional Pamir. El montañismo, cuyas infraestructuras, incluidas los servicios de rescate, fueron dañados por la caída de la Unión de Repúblicas Socialistas Soviéticas, está experimentando un comienzo de actividad renovada, especialmente desde Kirguistán. La caza del argali se sigue practicando con precios que alcanzan los 30 000 euros por cabeza, con una falta de transparencia considerable, pero cuyas rentas podrían superar a las de las tasas recaudadas por las autoridades.

#### Seguridad
Revisa las condiciones geopoliticas y de seguridad en Tayikistán antes de viajar. Aunque el país es relativamente estable, algunas regiones, como el Valle de Karategin (Garm) en el centro del país, se desalientan. El Ministerio de Relaciones Exteriores recomienda encarecidamente que se eviten las fronteras con Uzbekistán y el Afganistán.
El Centro de Dushanbé es la zona menos peligrosa del país. El crimen es algo común, hay que estar atento. Se deben tomar precauciones al viajar a las zonas fronterizas, ya que todavía hay disputas territoriales y en algunos casos la zona contiene minas antipersonal.

### Protección del medio ambiente

Mapa de las áreas protegidas en la región del Pamir.

El parque nacional del Pamir (o Pamirsky), también conocido como parque nacional tayiko, fue establecido el 26 de enero de 2006, después de haber sido imaginado desde 1992. Protege 12 260 km², poco más del 8% del área de Tayikistán. Incluye en sus estatutos una reserva natural que desempeña el papel de una zona de amortiguamiento y aumenta la superficie de esta área protegidaa hasta los 26 000 km², convirtiéndola en la más grande de Asia Central. En 2008, fue incluido en la lista indicativa de Tayikistán como paso previo a integrar la lista de Patrimonio Mundial de la UNESCO y esa candidatura fue aprobada en 2013, basándose en el paisaje natural notable (incluidos el pico Ismail Samani, el glaciar Fedchenko y el lago Sarez), en el bioma único caracterizado por un clima árido, en la altitud elevada (que lo convierte en el tercer sitio más alto del Patrimonio Mundial después del Everest y del Nanda Devi), en ser una importante reserva hidrológica y tener en un relieve único. Este reconocimiento podría ir acompañado de un relanzamiento de las visitas turísticas.
La reserva natural estatal de Dashtidjum (o Dashtidzumsky), situada en Tayikistán, al sureste de la cresta Khazratisho y al norte del río Piandj en el margen occidental del Pamir, es un zapovédnik, una reserva integral, es decir, el nivel más alto de protección entre las áreas protegidas. Se había establecido anteriormente en 1972 un refugio natural (zakaznik) sobre 533 km², antes de ser complementado por la reserva natural completa sobre 197 km² en 1983. Hay un proyecto que tiene como objetivo agregar 267 km² de zona tampón al refugio natural para aumentar su área a 800 km². Una área importante para la conservación de las aves completa desde 2007 la red de áreas protegidas de Dashtidjum en un área de 378 km².
La reserva natural estatal de Zorkul (o Zorkylsky) se encuentra alrededor del homónimo lago Zorkul, a lo largo de la frontera con Afganistán. Fue creada en 1972 con 165 km² como refugio natural antes de ser promovido a su vez en una reserva integral en 2000 y ampliada a más de 877 km². Contiene un sitio Ramsar desde 2001, así como un área importante para la conservación de aves y pretende ser incluida en la lista del Patrimonio Mundial de la UNESCO.
Otros cinco refugios naturales se encuentran en la parte tayika del Pamir, cuyo objetivo principal es la conservación y reproducción de la fauna y la flora, en particular de los yanghires y de los argalis de Marco Polo que son cazados por sus cuernos. Son:
- el refugio natural Sanvor (o Sangvorsky),[98][109] también llamado Sanglyar (o Sanglyarsky),[103][107] que se encuentra en la cadena de Pedro I. Fue creado en 1970[98] (o 1972[109]) y se extiende sobre 509 km².[98][107]

- el refugio natural del Pamir, que incluye el lago Kara-Kul y comprende 5000 km²;[107] Incluye al sitio Ramsar de los humedales del lago Kara-Kul.[110]

- el refugio natural de Muskol (o Muzkulsky), que se encuentra en la cadena del mismo nombre[107] y cubre desde 1972 un área de 669 km²;[98][111]

- el refugio natural Verkhniy Muzhkul[103] está al este de este último;[112]

- el refugio natural Ishkashim, que se encuentra en el extremo suroeste del Pamir, en el codo formado por el Piandj;[103][113]

Para completar, otro sitio Ramsar protege a los humedales de los lagos Shorkul y Rangkul.
Y en Afganistán, la reserva de vida silvestre Pamir-i-Buzurg se encuentra en el extremo occidental de la cordillera Selsela-Koh-i-Wākhān, en su vertiente septentrional. Fue creada en 1978 y tiene el mismo nivel de protección que los refugios naturales de Tayikistán.
En la República Popular de China, en el este de Xinjiang, la reserva natural de Taxkorgan protege 14 000 km², parte en los confines sureste del Pamir. Alberga lobos, grandes bharals, algunos osos pardos del Himalaya, 150 especímenes de Argali de Marco Polo y de 50 a 75 leopardos de las nieves. Está poblada por 7500 habitantes que cazan los ungulados para alimentarse y los carnívoros para proteger a más de 70 000 animales domésticos. Mantiene un adecuado nivel de protección.

## Cultura
Cuando Dios creó el mundo y distribuyó las tierras, el representante de los Pamires fue tan discreto que parecía ser olvidado y por ello estaba muy triste. Dios estaba tan arrepentido que le atribuyó el Badajshán que quería mantener para él como su propio jardín.
Algunos autores sitúan en el Pamir el Edén bíblico y el monte Ararat, donde Noé habría puesto pie después del diluvio universal.
Según una leyenda, Pamir y Alitshur serían dos hermanos que personificarían al Gran Pamir y al Pamir Alitshur, ambos adyacentes.
Los budistas chinos imaginaban que uno de los lagos del Pamir estaba habitado por un gran dragón venenoso. También creían que sus aguas negro-verdosas están llenas de tortugas (rouen), de tiburones (kiao) y de cocodrilos (tho). En los viejos tiempos, cuando unos mercaderes de paso establecieron un campamento para pasar la noche cerca del lago, el dragón, colérico, mató a los mercaderes con palabras mágicas. Cuando se informó al rey de Pan-tho (o Ko-pan-tho), confió su autoridad a su hijo y fue al reino de Ou-tchang, donde estudió las palabras mágicas de los brahmanes. Habiendo conquistado esa ciencia en el espacio de cuatro años, regresó y recuperó la autoridad real. A su vez, lanzó sus palabras mágicas contra el dragón del lago. Este se convirtió en un hombre y, lleno de arrepentimiento, fue a buscar al rey. El rey lo exilió en breve en las montañas Tsung-ling, a dos millas li (200 leguas) de ese lago.
La tradición ismaelita quiere que los filósofos Nasir e Khosraw y Tolib Sarmast fueron enviados al Pamir para hacerlo habitable en el Edad Media. Construyeron senderos en las laderas de la montaña. Tolib murió y fue enterrado en el Rushan, donde crecen dos gigantescos plátanos que habrían salido de los bastones de los dos hombres plantados en el suelo desde 900 años. Nasir, continuando su viaje, se encontró sediento. Ante la negativa de una anciana a servirle agua, plantó su bastón en el suelo del cual brotó un manantial que todavía fluye hoy. Más adelante, un dragón intentó devorarlo, pero Nasir oró y el dragón se convirtió en una roca, aún visible cerca de Ishkashim.
Según otra leyenda, el Pamir Alitshur fue una vez tan fértil que el arroz crecía allí. Cuando Ali ibn Abi Talib extendió el Islam en el Pamir, los habitantes de este valle se negaron a convertirse. Alí lanzó una maldición y juró que no crecería más cereales allí. Alitschur significaría el «flagelo de Alí» o el «desierto de Alí». Solo queda un estanque con agua cristalina, llamado Ak-balik (literalmente, la «fuente blanca»). Es el hogar de peces grandes, pero a cualquiera que intente capturarlos siempre le alcanzará la mala suerte.
Así, el macizo alberga números altares y sitios sagrados. Están rodeados de muchas historias, de mitos naturales o relacionados con santos. A veces actúan como protección y se depositan ofrendas en ellos. Están generalmente hechos de piedras grabadas y de cuernos de yanghirs o de argalis.
El Pamir fue uno de los teatros del cine soviético, en un momento en que todavía quedaba una región en gran parte inexplorada. Así, en 1927 el realizador Vladimir Erofeev, especialista en el género etnográfico, filmó la película El techo del mundo: expedición en el Pamir (Kryša mira: ekspedicija na Pamir), donde siguió a los geólogos. Al año siguiente, Vladimir Adolfovitch Chneiderov participó en una exploración que inmortalizó en la película El pedestal de la muerte (Podnožie smerti). En 1935, se inspiró para realizar Djoulbars, un clásico de aventuras de la era estalinista que narra la lucha heroica entre una guardia de fronteras de Rusia y su perro contra un grupo de bandidos de Asia Central en los confines montañosos y nevados del imperio soviético.